# Олимпийский комитет России на зимних Олимпийских играх 2022

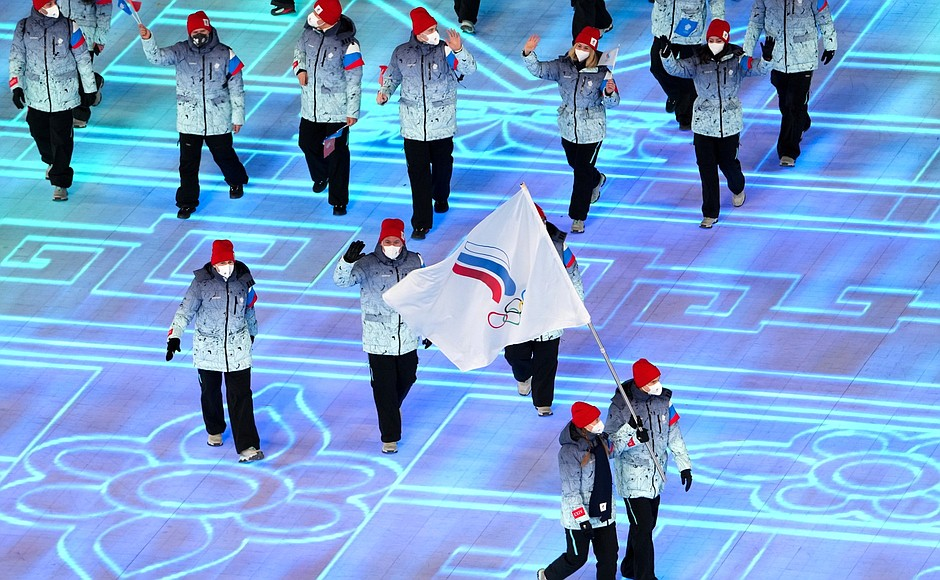
Российские спортсмены на церемонии открытия Игр

Олимпийский комитет России (ОКР) на зимних Олимпийских играх 2022 года был представлен 212 спортсменами (103 женщины и 109 мужчин) во всех 7 видах спорта. Изначально, расширенный состав на Игры был опубликован Олимпийским комитетом России 20 января 2022 года, в него вошло 217 спортсменов.
После окончания зимних Олимпийских игр в Пхёнчхане Международный олимпийский комитет (МОК) восстановил членство Олимпийского комитета России и в феврале 2021 года прислал официальное приглашение для участия в Играх 2022 года в Пекине, однако по решению Спортивного арбитражного суда (CAS) из-за допингового скандала российские спортсмены до 16 декабря 2022 года не могли выступать под флагом и гимном России. В связи с этим МОК принял решение, что российские спортсмены, как и на летних Играх в Токио, выступят в составе «сборной Олимпийского комитета России».
Руководитель делегации ОКР — Андрей Конокотин, руководитель главного управления по обеспечению участия в Олимпийских спортивных мероприятиях ОКР.
Сборная ОКР завоевала 5 золотых медалей и заняла 9-е место по этому показателю. По общему количеству наград (32) сборная ОКР заняла второе место после команды Норвегии (37). Все золотые медали спортсмены сборной ОКР завоевали в фигурном катании (1) и лыжных гонках (4). Самым успешным спортсменом сборной ОКР на Играх стал 25-летний лыжник Александр Большунов, который завоевал три золотые, одну серебряную и одну бронзовую медали.

## Медали
| Золото  | |                                                              |            |
| №       | Спортсмены | Вид спорта (дисциплина)                                      | Дата       |
| 1       | Александр Большунов | Лыжные гонки (скиатлон 15+15 км, мужчины)                    | 6 февраля  |
| 2       | Юлия Ступак Наталья Непряева Татьяна Сорина Вероника Степанова | Лыжные гонки (эстафета 4×5 км, женщины)                      | 12 февраля |
| 3       | Алексей Червоткин Александр Большунов Денис Спицов Сергей Устюгов | Лыжные гонки (эстафета 4×10 км, мужчины)                     | 13 февраля |
| 4       | Анна Щербакова | Фигурное катание (одиночное катание, женщины)                | 17 февраля |
| 5       | Александр Большунов | Лыжные гонки (масс-старт на 50 км, мужчины)                  | 19 февраля |
| Серебро | |                                                              |            |
| №       | Спортсмены | Вид спорта (дисциплина)                                      | Дата       |
| 1       | Наталья Непряева | Лыжные гонки (скиатлон 7,5+7,5 км, женщины)                  | 5 февраля  |
| 2       | Денис Спицов | Лыжные гонки (скиатлон 15+15 км, мужчины)                    | 6 февраля  |
| 3       | Ирма Махиня Данил Садреев Ирина Аввакумова Евгений Климов | Прыжки на лыжах с трамплина (командные соревнования)         | 7 февраля  |
| 4       | Александр Большунов | Лыжные гонки (15 км классическим стилем, мужчины)            | 11 февраля |
| 5       | Константин Ивлиев | Шорт-трек (500 метров, мужчины)                              | 13 февраля |
| 6       | Виктория Синицина / Никита Кацалапов | Фигурное катание (танцы на льду)                             | 14 февраля |
| 7       | Даниил Алдошкин Сергей Трофимов Руслан Захаров | Конькобежный спорт (командная гонка, мужчины)                | 15 февраля |
| 8       | Ирина Казакевич Кристина Резцова Светлана Миронова Ульяна Нигматуллина | Биатлон (эстафета 4×6 км, женщины)                           | 16 февраля |
| 9       | Александра Трусова | Фигурное катание (одиночное катание, женщины)                | 17 февраля |
| 10      | Иван Якимушкин | Лыжные гонки (масс-старт на 50 км свободным стилем, мужчины) | 19 февраля |
| 11      | Евгения Тарасова Владимир Морозов | Фигурное катание (парное катание)                            | 19 февраля |
| 12      | Мужская сборная по хоккею с шайбой Сергей Андронов Тимур Билялов Вячеслав Войнов Дмитрий Воронков Станислав Галиев Михаил Григоренко Арсений Грицюк Никита Гусев Александр Елесин Павел Карнаухов Артур Каюмов Артём Минулин Никита Нестеров Александр Никишин Сергей Плотников Александр Самонов Кирилл Семёнов Антон Слепышев Сергей Телегин Владимир Ткачёв Иван Федотов Андрей Чибисов Дамир Шарипзянов Вадим Шипачёв Егор Яковлев | Хоккей (мужчины)                                             | 20 февраля |
| Бронза  | |                                                              |            |
| №       | Спортсмены | Вид спорта (дисциплина)                                      | Дата       |
| 1       | Ульяна Нигматуллина Кристина Резцова Александр Логинов Эдуард Латыпов | Биатлон (смешанная эстафета)                                 | 5 февраля  |
| 2       | Анастасия Смирнова | Фристайл (могул, женщины)                                    | 6 февраля  |
| 3       | Марк Кондратюк Анастасия Мишина / Александр Галлямов Виктория Синицина / Никита Кацалапов | Фигурное катание (командные соревнования)                    | 7 февраля  |
| 4       | Вик Уайлд | Сноуборд (параллельный гигантский слалом, мужчины)           | 8 февраля  |
| 5       | Александр Терентьев | Лыжные гонки (спринт, мужчины)                               | 8 февраля  |
| 6       | Татьяна Иванова | Санный спорт (одиночки, женщины)                             | 8 февраля  |
| 7       | Семён Елистратов | Шорт-трек (1500 метров, мужчины)                             | 9 февраля  |
| 8       | Эдуард Латыпов | Биатлон (гонка преследования, мужчины)                       | 13 февраля |
| 9       | Ангелина Голикова | Конькобежный спорт (500 метров, женщины)                     | 13 февраля |
| 10      | Карим Халили Александр Логинов Максим Цветков Эдуард Латыпов | Биатлон (эстафета 4×7,5 км, мужчины)                         | 15 февраля |
| 11      | Юлия Ступак Наталья Непряева | Лыжные гонки (командный спринт, женщины)                     | 16 февраля |
| 12      | Александр Большунов Александр Терентьев | Лыжные гонки (командный спринт, мужчины)                     | 16 февраля |
| 13      | Илья Буров | Фристайл (акробатика, мужчины)                               | 16 февраля |
| 14      | Сергей Ридзик | Фристайл (ски-кросс, мужчины)                                | 18 февраля |
| 15      | Анастасия Мишина Александр Галлямов | Фигурное катание (парное катание)                            | 19 февраля |

| Медали по видам спорта | Медали по видам спорта | Медали по видам спорта | Медали по видам спорта | Медали по видам спорта |
| ---------------------- | ---------------------- | ---------------------- | ---------------------- | ---------------------- |
| Вид спорта             | 1                      | 2                      | 3                      | Итого                  |
| Лыжные гонки           | 4                      | 4                      | 3                      | 11                     |
| Фигурное катание       | 2                      | 3                      | 1                      | 6                      |
| Биатлон                | 0                      | 1                      | 3                      | 4                      |
| Конькобежный спорт     | 0                      | 1                      | 1                      | 2                      |
| Шорт-трек              | 0                      | 1                      | 1                      | 2                      |
| Прыжки с трамплина     | 0                      | 1                      | 0                      | 1                      |
| Хоккей                 | 0                      | 1                      | 0                      | 1                      |
| Фристайл               | 0                      | 0                      | 3                      | 3                      |
| Санный спорт           | 0                      | 0                      | 1                      | 1                      |
| Сноуборд               | 0                      | 0                      | 1                      | 1                      |
| Всего                  | 6                      | 12                     | 14                     | 32                     |

| Медали по дням | Медали по дням | Медали по дням | Медали по дням | Медали по дням | Медали по дням | Медали по дням |
| -------------- | -------------- | -------------- | -------------- | -------------- | -------------- | -------------- |
| День           | Дата           | 1              | 2              | 3              | Итого          |                |
| День 1         | 5 февраля      | 0              | 1              | 1              | 2              |                |
| День 2         | 6 февраля      | 1              | 1              | 1              | 3              |                |
| День 3         | 7 февраля      | 1              | 1              | 0              | 2              |                |
| День 4         | 8 февраля      | 0              | 0              | 3              | 3              |                |
| День 5         | 9 февраля      | 0              | 0              | 1              | 1              |                |
| День 6         | 10 февраля     | 0              | 0              | 0              | 0              |                |
| День 7         | 11 февраля     | 0              | 1              | 0              | 1              |                |
| День 8         | 12 февраля     | 1              | 0              | 0              | 1              |                |
| День 9         | 13 февраля     | 1              | 1              | 2              | 4              |                |
| День 10        | 14 февраля     | 0              | 1              | 0              | 1              |                |
| День 11        | 15 февраля     | 0              | 1              | 1              | 2              |                |
| День 12        | 16 февраля     | 0              | 1              | 3              | 4              |                |
| День 13        | 17 февраля     | 1              | 1              | 0              | 2              |                |
| День 14        | 18 февраля     | 0              | 0              | 1              | 1              |                |
| День 15        | 19 февраля     | 1              | 2              | 1              | 4              |                |
| День 16        | 20 февраля     | 0              | 1              | 0              | 1              |                |
| Всего          | Всего          | 6              | 12             | 14             | 32             |                |

| Медали по полу | Медали по полу | Медали по полу | Медали по полу | Медали по полу |
| -------------- | -------------- | -------------- | -------------- | -------------- |
| Пол            | 1              | 2              | 3              | Итого          |
| Мужчины        | 3              | 6              | 8              | 17             |
| Женщины        | 2              | 3              | 4              | 9              |
| Микст          | 1              | 3              | 2              | 6              |
| Всего          | 6              | 12             | 14             | 32             |

## Состав сборной
Биатлон
1. Эдуард Латыпов
2. Александр Логинов
3. Даниил Серохвостов
4. Карим Халили
5. Максим Цветков
6. Евгения Буртасова
7. Ирина Казакевич
8. Светлана Миронова
9. Ульяна Нигматуллина
10. Кристина Резцова

 Бобслей
1. Максим Андрианов
2. Ростислав Гайтюкевич
3. Владислав Жаровцев
4. Алексей Зайцев
5. Василий Кондратенко
6. Алексей Лаптев
7. Дмитрий Лопин
8. Михаил Мордасов
9. Алексей Пушкарёв
10. Павел Травкин
11. Юлия Беломестных
12. Анастасия Макарова
13. Елена Мамедова
14. Надежда Сергеева

 Горнолыжный спорт
1. Александр Андриенко
2. Иван Кузнецов
3. Александр Хорошилов
4. Анастасия Горностаева
5. Полина Мельникова
6. Юлия Плешкова
7. Екатерина Ткаченко

 Кёрлинг
1. Сергей Глухов
2. Даниил Горячев
3. Антон Калалб
4. Евгений Климов
5. Дмитрий Миронов
6. Галина Арсенькина
7. Алина Ковалёва
8. Мария Комарова
9. Екатерина Кузьмина
10. Юлия Портунова

 Конькобежный спорт
1. Даниил Алдошкин
2. Артём Арефьев
3. Руслан Захаров
4. Павел Кулижников
5. Руслан Мурашов
6. Виктор Муштаков
7. Александр Румянцев
8. Сергей Трофимов
9. Наталья Воронина
10. Ангелина Голикова
11. Елизавета Голубева
12. Анастасия Григорьева
13. Дарья Качанова
14. Евгения Лаленкова
15. Елена Сохрякова
16. Ольга Фаткулина

 Лыжные гонки
1. Александр Большунов
2. Артём Мальцев
3. Илья Семиков
4. Денис Спицов
5. Александр Терентьев
6. Сергей Устюгов
7. Алексей Червоткин
8. Иван Якимушкин
9. Лилия Васильева
10. Мария Истомина
11. Христина Мацокина
12. Наталья Непряева
13. Анастасия Рыгалина
14. Татьяна Сорина
15. Вероника Степанова
16. Юлия Ступак

 Лыжное двоеборье
1. Вячеслав Барков
2. Артём Галунин
3. Самир Мастиев

 Прыжки на лыжах с трамплина
1. Евгений Климов
2. Илья Маньков
3. Михаил Назаров
4. Данил Садреев
5. Роман Трофимов
6. Ирина Аввакумова
7. Александра Кустова
8. Ирма Махиня
9. Софья Тихонова

 Санный спорт
1. Владислав Антонов
2. Андрей Богданов
3. Александр Горбацевич
4. Александр Денисьев
5. Семён Павличенко
6. Юрий Прохоров
7. Роман Репилов
8. Виктория Демченко
9. Татьяна Иванова
10. Екатерина Катникова

 Скелетон
1. Даниил Романов
2. Евгений Рукосуев
3. Александр Третьяков
4. Юлия Канакина
5. Елена Никитина
6. Алина Тарарыченкова

 Сноуборд
1. Даниил Донских
2. Дмитрий Логинов
3. Игорь Слуев
4. Андрей Соболев
5. Вик Уайлд
6. Владислав Хадарин
7. Милена Быкова
8. Мария Васильцова
9. Екатерина Локтева-Загорская
10. София Надыршина
11. Александра Паршина
12. Кристина Пауль
13. Полина Смоленцева
14. Наталья Соболева

 Фигурное катание
1. Иван Букин
2. Александр Галлямов
3. Никита Кацалапов
4. Дмитрий Козловский
5. Марк Кондратюк
6. Андрей Мозалёв
7. Владимир Морозов
8. Евгений Семененко
9. Глеб Смолкин
10. Александра Бойкова
11. Камила Валиева
12. Диана Дэвис
13. Анастасия Мишина
14. Виктория Синицина
15. Александра Степанова
16. Евгения Тарасова
17. Александра Трусова
18. Анна Щербакова

 Фристайл
1. Никита Андреев
2. Илья Буров
3. Максим Буров
4. Роман Егоров
5. Станислав Никитин
6. Никита Новицкий
7. Игорь Омелин
8. Сергей Ридзик
9. Кирилл Сысоев
10. Александра Глазкова
11. Виктория Лазаренко
12. Екатерина Мальцева
13. Любовь Никитина
14. Ксения Орлова
15. Есения Пантюхова
16. Анастасия Первушина
17. Елизавета Понкратова
18. Анастасия Прыткова
19. Анастасия Смирнова
20. Анастасия Таталина
21. Анастасия Чирцова
22. Полина Чудинова
23. Наталья Шерина

 Хоккей
1. Сергей Андронов
2. Артём Анисимов
3. Тимур Билялов
4. Вячеслав Войнов
5. Дмитрий Воронков
6. Михаил Григоренко
7. Арсений Грицюк
8. Никита Гусев
9. Александр Елесин
10. Павел Карнаухов
11. Артур Каюмов
12. Кирилл Марченко
13. Артём Минулин
14. Никита Нестеров
15. Александр Никишин
16. Сергей Плотников
17. Александр Самонов
18. Кирилл Семёнов
19. Антон Слепышев
20. Сергей Телегин
21. Иван Федотов
22. Андрей Чибисов
23. Дамир Шарипзянов
24. Вадим Шипачев
25. Егор Яковлев
26. Людмила Белякова
27. Полина Болгарева
28. Оксана Братищева
29. Александра Вафина
30. Ангелина Гончаренко
31. Дарья Гредзен
32. Елена Дергачёва
33. Екатерина Добродеева
34. Фануза Кадирова
35. Вероника Коржакова
36. Виктория Кулишова
37. Илона Маркова
38. Екатерина Николаева
39. Валерия Павлова
40. Мария Печникова
41. Нина Пирогова
42. Елена Проворова
43. Анна Савонина
44. Мария Сорокина
45. Ольга Сосина
46. Диана Фархутдинова
47. Анна Шибанова
48. Анна Шохина

 Шорт-трек
1. Денис Айрапетян
2. Даниил Ейбог
3. Семён Елистратов
4. Константин Ивлиев
5. Павел Ситников
6. Анна Вострикова
7. Екатерина Ефременкова
8. Софья Просвирнова
9. Вера Рассказова
10. Елена Серёгина

## Результаты соревнований

### Биатлон
Большинство олимпийских лицензий на Игры 2022 года были распределены на основании комбинации лучших результатов выступления стран в зачёт Кубка наций в рамках Кубка мира 2020/21 и Кубка мира 2021/22. Результаты трёх лучших спортсменов от страны в шести спринтерских гонках, одной индивидуальной гонке, а также трёх эстафетах, одной смешанной эстафеты и одной одиночной смешанной эстафеты складываются, в результате чего сформировался рейтинг стран. По его результатам мужская сборная заняла 4-е место, а женская сборная 6-е место, получив право заявить на Игры по 5 спортсменов каждого пола. При этом в одной дисциплине страна может выставить не более четырёх биатлонистов. 17 января 2022 года был опубликован состав сборной на Игры. 30 января 2022 года стало известно, что Валерия Васнецова не выступит на Играх, в связи с тем, что два теста спортсменки на коронавирус дали положительный результат.
Мужчины
| Соревнование         | Спортсмены                                                   | Стрельба                            | Время                                     | Отставание | Место |
| -------------------- | ------------------------------------------------------------ | ----------------------------------- | ----------------------------------------- | ---------- | ----- |
| спринт               | Максим Цветков                                               | 0+0                                 | 24:41,0                                   | +40,6      | 4     |
| спринт               | Эдуард Латыпов                                               | 2+1                                 | 25:14,8                                   | +1:14,4    | 11    |
| спринт               | Даниил Серохвостов                                           | 0+2                                 | 25:38,0                                   | +1:37,6    | 19    |
| спринт               | Александр Логинов                                            | 2+2                                 | 26:15,5                                   | +2:15,1    | 38    |
| гонка преследования  | Эдуард Латыпов                                               | 0+0+0+1                             | 39:42,8                                   | +35,3      | 3     |
| гонка преследования  | Максим Цветков                                               | 2+3+0+1                             | 42:56,2                                   | +3:48,7    | 17    |
| гонка преследования  | Александр Логинов                                            | 0+1+3+1                             | 43:44,1                                   | +4:36,6    | 27    |
| гонка преследования  | Даниил Серохвостов                                           | 4+2+1+1                             | 44:34,8                                   | +5:27,3    | 39    |
| индивидуальная гонка | Максим Цветков                                               | 0+0+0+1                             | 49:22,3                                   | +34,9      | 4     |
| индивидуальная гонка | Александр Логинов                                            | 0+1+0+2                             | 50:27,6                                   | +1:40,2    | 10    |
| индивидуальная гонка | Эдуард Латыпов                                               | 0+1+1+1                             | 51:13,1                                   | +2:25,7    | 11    |
| индивидуальная гонка | Карим Халили                                                 | 2+1+0+1                             | 53:26,5                                   | +4:39,1    | 34    |
| масс-старт           | Александр Логинов                                            | 2+0+2+3                             | 41:06,2                                   | +2:51,8    | 15    |
| масс-старт           | Эдуард Латыпов                                               | 1+3+1+2                             | 41:35,4                                   | +3:21,0    | 19    |
| масс-старт           | Максим Цветков                                               | 1+1+2+2                             | 41:37,7                                   | +3:23,3    | 20    |
| эстафета 4×7,5 км    | Карим Халили Александр Логинов Максим Цветков Эдуард Латыпов | 2+6 0+0 0+1 0+0 0+2 0+0 0+0 0+0 2+3 | 1:20:35,5 19:40,9 19:32,8 20:15,5 21:06,3 | +45,3      | 3     |

Женщины
| Соревнование         | Спортсмены                                                             | Стрельба                            | Время                                     | Отставание | Место |
| -------------------- | ---------------------------------------------------------------------- | ----------------------------------- | ----------------------------------------- | ---------- | ----- |
| спринт               | Кристина Резцова                                                       | 1+1                                 | 21:49,3                                   | +1:05,0    | 6     |
| спринт               | Ульяна Нигматуллина                                                    | 2+0                                 | 22:11,8                                   | +1:27,5    | 13    |
| спринт               | Ирина Казакевич                                                        | 0+1                                 | 22:23,7                                   | +1:39,4    | 20    |
| спринт               | Светлана Миронова                                                      | 0+3                                 | 23:17,6                                   | +2:33,3    | 47    |
| гонка преследования  | Ульяна Нигматуллина                                                    | 0+2+1+0                             | 37:33,2                                   | +2:46,3    | 11    |
| гонка преследования  | Ирина Казакевич                                                        | 0+0+2+1                             | 38:25,8                                   | +3:38,9    | 23    |
| гонка преследования  | Кристина Резцова                                                       | 2+2+1+2                             | 38:41,6                                   | +3:54,7    | 26    |
| гонка преследования  | Светлана Миронова                                                      | 0+0+1+5                             | 40:25,4                                   | +5:38,5    | 41    |
| индивидуальная гонка | Кристина Резцова                                                       | 0+0+2+0                             | 45:25,8                                   | +1:13,1    | 9     |
| индивидуальная гонка | Светлана Миронова                                                      | 0+1+1+1                             | 47:59,3                                   | +3:46,6    | 23    |
| индивидуальная гонка | Евгения Буртасова                                                      | 1+0+2+3                             | 53:20,3                                   | +9:07,6    | 77    |
| индивидуальная гонка | Ульяна Нигматуллина                                                    | 1+2+3+4                             | 53:42,1                                   | +9:29,4    | 78    |
| масс-старт           | Кристина Резцова                                                       | 2+1+1+2                             | 41:29,0                                   | +1:11,0    | 5     |
| масс-старт           | Ульяна Нигматуллина                                                    | 2+1+3+0                             | 43:14,3                                   | +2:56,3    | 17    |
| масс-старт           | Ирина Казакевич                                                        | 1+3+2+1                             | 43:34,6                                   | +3:16,6    | 20    |
| эстафета 4×6 км      | Ирина Казакевич Кристина Резцова Светлана Миронова Ульяна Нигматуллина | 1+7 0+1 0+1 0+1 0+0 0+0 1+3 0+0 0+1 | 1:11:15,9 17:41,3 17:02,5 18:38,9 17:53,2 | +12,0      | 2     |

Смешанная эстафета
| Соревнование       | Спортсмены                                                            | Стрельба                             | Время                                     | Отставание | Место |
| ------------------ | --------------------------------------------------------------------- | ------------------------------------ | ----------------------------------------- | ---------- | ----- |
| смешанная эстафета | Ульяна Нигматуллина Кристина Резцова Александр Логинов Эдуард Латыпов | 1+13 0+2+0+3 0+1+1+3 0+0+0+2 0+1+0+1 | 1:06:47,1 18:16,0 18:46,1 14:38,3 15:06,7 | +1,5       | 3     |

### Бобслей

#### Бобслей
По сравнению с прошлыми Играми в программу была добавлена новая дисциплина, соревнования в монобобе среди женщин. Квалификация спортсменов для участия в Олимпийских играх осуществлялась на основании рейтинга IBSF (англ. IBSF Ranking) по состоянию на 16 января 2022 года. По его результатам сборная ОКР стала обладателем олимпийских квот во всех дисциплинах (по 2 квоты в мужских двойках и четвёрках, две квоты в женской двойке и одна квота в монобобе). 17 января 2022 года тренерский штаб сборной по бобслею и скелетону обнародовал состав на Игры.
Мужчины
| Соревнование | Спортсмены                                                        | 1 заезд   | 1 заезд | 2 заезд   | 2 заезд | 3 заезд   | 3 заезд | 4 заезд               | 4 заезд               | Итоговый результат | Отставание | Итоговое место |
| Соревнование | Спортсмены                                                        | Результат | Место   | Результат | Место   | Результат | Место   | Результат             | Место                 | Итоговый результат | Отставание | Итоговое место |
| ------------ | ----------------------------------------------------------------- | --------- | ------- | --------- | ------- | --------- | ------- | --------------------- | --------------------- | ------------------ | ---------- | -------------- |
| двойки       | Ростислав Гайтюкевич Алексей Лаптев                               | 59,41     | 3       | 59,91     | 5       | 59,80     | 9       | 1:00,19               | 12                    | 3:59,31            | +2,42      | 8              |
| двойки       | Максим Андрианов Владислав Жаровцев                               | 1:00,24   | 22      | 1:00,75   | 26      | 1:00,55   | 26      | Завершили выступление | Завершили выступление | 3:01,54            | —          | 25             |
| четвёрки     | Ростислав Гайтюкевич Михаил Мордасов Павел Травкин Алексей Лаптев | 58,54     | 4       | 59,24     | 8       | 58,81     | 7       | 59,56                 | 14                    | 3:56,15            | +1,85      | 7              |
| четвёрки     | Максим Андрианов Алексей Зайцев Владислав Жаровцев Дмитрий Лопин  | 58,82     | 9       | 59,30     | 9       | 59,03     | 9       | 59,40                 | 8                     | 3:56,55            | +2,25      | 8              |

Женщины
| Соревнование | Спортсмены                        | 1 заезд   | 1 заезд | 2 заезд   | 2 заезд | 3 заезд   | 3 заезд | 4 заезд   | 4 заезд | Итоговый результат | Отставание | Итоговое место |
| Соревнование | Спортсмены                        | Результат | Место   | Результат | Место   | Результат | Место   | Результат | Место   | Итоговый результат | Отставание | Итоговое место |
| ------------ | --------------------------------- | --------- | ------- | --------- | ------- | --------- | ------- | --------- | ------- | ------------------ | ---------- | -------------- |
| монобоб      | Надежда Сергеева                  | 1:05,45   | 9       | 1:06,00   | 13      | 1:05,83   | 10      | 1:06,31   | 11      | 4:23,59            | +4,32      | 10             |
| двойки       | Надежда Сергеева Юлия Беломестных | 1:02,04   | 16      | 1:01,90   | 8       | 1:02,34   | 18      | 1:01,83   | 6       | 4:08,11            | +4,15      | 9              |
| двойки       | Анастасия Макарова Елена Мамедова | 1:01,83   | 10      | 1:02,29   | 16      | 1:02,48   | 20      | 1:02,49   | 18      | 4:09,09            | +5,13      | 19             |

#### Скелетон
Квалификация спортсменов для участия в Олимпийских играх осуществлялась на основании рейтинга IBSF (англ. IBSF Ranking) по состоянию на 16 января 2022 года. По его результатам сборная России стала обладателем максимального количества квот (по три у мужчин и у женщин). 17 января 2022 года тренерский штаб сборной по бобслею и скелетону обнародовал состав на Игры. 31 января 2022 года стало известно, что скелетонисты Владислав Семёнов и Никита Трегубов не выступят на Играх в связи с положительными тестами на коронавирус, их заменили Евгений Рукосуев и Даниил Романов.
Мужчины
| Соревнование | Спортсмены          | 1 заезд   | 1 заезд | 2 заезд   | 2 заезд | 3 заезд   | 3 заезд | 4 заезд              | 4 заезд              | Итоговый результат | Отставание | Итоговое место |
| Соревнование | Спортсмены          | Результат | Место   | Результат | Место   | Результат | Место   | Результат            | Место                | Итоговый результат | Отставание | Итоговое место |
| ------------ | ------------------- | --------- | ------- | --------- | ------- | --------- | ------- | -------------------- | -------------------- | ------------------ | ---------- | -------------- |
| мужчины      | Александр Третьяков | 1:00,36   | 2       | 1:00,84   | 8       | 1:00,37   | 3       | 1:00,42              | 4                    | 4:01,99            | +0,98      | 4              |
| мужчины      | Евгений Рукосуев    | 1:00,48   | 4       | 1:00,72   | 6       | 1:00,56   | 7       | 1:00,64              | 8                    | 4:02,40            | +1,39      | 6              |
| мужчины      | Даниил Романов      | 1:02,47   | 24      | 1:02,60   | 23      | 1:02,20   | 23      | Завершил выступление | Завершил выступление | 3:07,27            | —          | 23             |

Женщины
| Соревнование | Спортсмены          | 1 заезд   | 1 заезд | 2 заезд   | 2 заезд | 3 заезд   | 3 заезд | 4 заезд   | 4 заезд | Итоговый результат | Отставание | Итоговое место |
| Соревнование | Спортсмены          | Результат | Место   | Результат | Место   | Результат | Место   | Результат | Место   | Итоговый результат | Отставание | Итоговое место |
| ------------ | ------------------- | --------- | ------- | --------- | ------- | --------- | ------- | --------- | ------- | ------------------ | ---------- | -------------- |
| женщины      | Юлия Канакина       | 1:02,56   | 11      | 1:02,95   | 13      | 1:02,24   | 9       | 1:02,34   | 10      | 4:10,09            | +2,47      | 11             |
| женщины      | Алина Тарарыченкова | 1:02,74   | 16      | 1:02,86   | 11      | 1:02,43   | 13      | 1:02,79   | 17      | 4:10,82            | +3,20      | 15             |
| женщины      | Елена Никитина      | 1:02,92   | 18      | 1:03,07   | 17      | 1:02,51   | 15      | 1:02,37   | 12      | 4:10,87            | +3,25      | 16             |

### Кёрлинг

#### Мужчины
Олимпийскую лицензию в мужском кёрлинге сборная ОКР получила, заняв по результатам чемпионата мира 2021 года итоговое 4-е место. 17 января 2022 года был обнародован состав на Игры.
Состав
| Четвёртый     | Третий         | Второй          | Ведущий      | Запасной       |
| ------------- | -------------- | --------------- | ------------ | -------------- |
| Сергей Глухов | Евгений Климов | Дмитрий Миронов | Антон Калалб | Даниил Горячев |

| Место | Команда        | В | П | ЛВ       | КЗ | КП | ВЭ | ПЭ | ОЭ | УЭ | ППД | ПБ    |
| ----- | -------------- | - | - | -------- | -- | -- | -- | -- | -- | -- | --- | ----- |
| 1     | Великобритания | 8 | 1 | –        | 63 | 44 | 39 | 31 | 5  | 10 | 88% | 18.81 |
| 2     | Швеция         | 7 | 2 | –        | 64 | 44 | 43 | 30 | 10 | 11 | 86% | 14.02 |
| 3     | Канада         | 5 | 4 | 1–0      | 58 | 50 | 34 | 38 | 7  | 7  | 84% | 26.49 |
| 4     | США            | 5 | 4 | 0–1      | 56 | 61 | 35 | 41 | 4  | 5  | 83% | 32.29 |
| 5     | Китай          | 4 | 5 | 2–1; 1–0 | 59 | 62 | 39 | 36 | 6  | 4  | 85% | 23.55 |
| 6     | Норвегия       | 4 | 5 | 2–1; 0–1 | 58 | 53 | 40 | 36 | 0  | 11 | 84% | 20.96 |
| 7     | Швейцария      | 4 | 5 | 1–2; 1–0 | 51 | 54 | 33 | 38 | 13 | 3  | 84% | 15.74 |
| 8     | ОКР            | 4 | 5 | 1–2; 0–1 | 58 | 58 | 33 | 38 | 6  | 6  | 81% | 33.72 |
| 9     | Италия         | 3 | 6 | –        | 59 | 65 | 36 | 35 | 3  | 8  | 82% | 30.76 |
| 10    | Дания          | 1 | 8 | –        | 36 | 71 | 30 | 39 | 3  | 2  | 78% | 32.84 |

Результаты
Время местное (UTC+8).

| Площадка B | 1 | 2 | 3 | 4 | 5 | 6 | 7 | 8 | 9 | 10 | 11 | Всего |
| США        | 1 | 0 | 0 | 0 | 1 | 1 | 0 | 2 | 0 | 0  | 1  | 6     |
| ОКР        | 0 | 0 | 1 | 2 | 0 | 0 | 1 | 0 | 0 | 1  | 0  | 5     |

| Площадка A | 1 | 2 | 3 | 4 | 5 | 6 | 7 | 8 | 9 | 10 | Всего |
| Швейцария  | 0 | 0 | 3 | 0 | 0 | 0 | 0 | 3 | 0 | X  | 6     |
| ОКР        | 0 | 0 | 0 | 2 | 1 | 0 | 0 | 0 | 0 | X  | 3     |

| Площадка D | 1 | 2 | 3 | 4 | 5 | 6 | 7 | 8 | 9 | 10 | Всего |
| Италия     | 0 | 0 | 3 | 0 | 3 | 0 | 0 | 1 | 0 | X  | 7     |
| ОКР        | 0 | 3 | 0 | 3 | 0 | 0 | 1 | 0 | 3 | X  | 10    |

| Площадка A | 1 | 2 | 3 | 4 | 5 | 6 | 7 | 8 | 9 | 10 | Всего |
| ОКР        | 0 | 1 | 0 | 0 | 2 | 0 | 2 | 0 | 0 | X  | 5     |
| Норвегия   | 3 | 0 | 1 | 4 | 0 | 1 | 0 | 1 | 2 | X  | 12    |

| Площадка C     | 1 | 2 | 3 | 4 | 5 | 6 | 7 | 8 | 9 | 10 | Всего |
| Великобритания | 3 | 0 | 1 | 1 | 0 | 1 | 0 | 1 | 0 | 1  | 8     |
| ОКР            | 0 | 1 | 0 | 0 | 1 | 0 | 2 | 0 | 2 | 0  | 6     |

| Площадка C | 1 | 2 | 3 | 4 | 5 | 6 | 7 | 8 | 9 | 10 | Всего |
| Китай      | 1 | 1 | 0 | 1 | 0 | 0 | 0 | 1 | 0 | X  | 4     |
| ОКР        | 0 | 0 | 1 | 0 | 1 | 1 | 0 | 0 | 4 | X  | 7     |

| Площадка B | 1 | 2 | 3 | 4 | 5 | 6 | 7 | 8 | 9 | 10 | Всего |
| ОКР        | 0 | 2 | 0 | 2 | 6 | 0 | X | X | X | X  | 10    |
| Дания      | 0 | 0 | 1 | 0 | 0 | 1 | X | X | X | X  | 2     |

| Площадка C | 1 | 2 | 3 | 4 | 5 | 6 | 7 | 8 | 9 | 10 | Всего |
| ОКР        | 0 | 1 | 0 | 0 | 0 | 2 | 0 | 2 | 0 | 0  | 5     |
| Швеция     | 1 | 0 | 0 | 2 | 1 | 0 | 2 | 0 | 0 | 1  | 7     |

| Площадка C | 1 | 2 | 3 | 4 | 5 | 6 | 7 | 8 | 9 | 10 | 11 | Всего |
| ОКР        | 0 | 1 | 1 | 1 | 0 | 1 | 0 | 0 | 2 | 0  | 1  | 7     |
| Канада     | 1 | 0 | 0 | 0 | 1 | 0 | 1 | 1 | 0 | 2  | 0  | 6     |

Итог: 8-е место в группе.

#### Женщины
Олимпийскую лицензию в женском кёрлинге сборная ОКР получила, заняв по результатам чемпионатов мира 2021 года 2-е место. 17 января 2022 года был обнародован состав на Игры.
Состав
| Четвёртый      | Третий         | Второй            | Ведущий            | Запасной       |
| -------------- | -------------- | ----------------- | ------------------ | -------------- |
| Алина Ковалёва | Юлия Портунова | Галина Арсенькина | Екатерина Кузьмина | Мария Комарова |

| Место | Команда          | В | П | ЛВ  | КЗ | КП | ВЭ | ПЭ | ОЭ | УЭ | ППД   | ПБ    |
| ----- | ---------------- | - | - | --- | -- | -- | -- | -- | -- | -- | ----- | ----- |
| 1     | Швейцария        | 8 | 1 | –   | 67 | 46 | 44 | 36 | 4  | 12 | 81.6% | 19.14 |
| 2     | Швеция           | 7 | 2 | –   | 64 | 49 | 39 | 35 | 6  | 12 | 82.0% | 25.02 |
| 3     | Великобритания   | 5 | 4 | 1–1 | 63 | 47 | 39 | 33 | 4  | 9  | 80.6% | 35.27 |
| 4     | Япония           | 5 | 4 | 1–1 | 64 | 62 | 40 | 36 | 2  | 13 | 82.3% | 36.00 |
| 5     | Канада           | 5 | 4 | 1–1 | 71 | 59 | 42 | 41 | 1  | 14 | 80.4% | 45.44 |
| 6     | США              | 4 | 5 | 2–0 | 60 | 64 | 40 | 39 | 2  | 12 | 79.5% | 33.87 |
| 7     | Китай            | 4 | 5 | 1–1 | 56 | 67 | 38 | 41 | 3  | 10 | 79.6% | 30.06 |
| 8     | Республика Корея | 4 | 5 | 0–2 | 62 | 66 | 40 | 42 | 3  | 10 | 80.8% | 27.79 |
| 9     | Дания            | 2 | 7 | –   | 50 | 68 | 33 | 41 | 7  | 0  | 77.2% | 23.36 |
| 10    | ОКР              | 1 | 8 | –   | 50 | 79 | 34 | 45 | 2  | 7  | 78.9% | 29.34 |

Результаты
Время местное (UTC+8).

| Площадка D | 1 | 2 | 3 | 4 | 5 | 6 | 7 | 8 | 9 | 10 | Всего |
| ОКР        | 0 | 1 | 0 | 0 | 0 | 2 | 0 | X | X | X  | 3     |
| США        | 2 | 0 | 1 | 1 | 2 | 0 | 3 | X | X | X  | 9     |

| Площадка B       | 1 | 2 | 3 | 4 | 5 | 6 | 7 | 8 | 9 | 10 | Всего |
| Республика Корея | 1 | 0 | 2 | 1 | 2 | 0 | 2 | 0 | 1 | X  | 9     |
| ОКР              | 0 | 2 | 0 | 0 | 0 | 1 | 0 | 2 | 0 | X  | 5     |

| Площадка C | 1 | 2 | 3 | 4 | 5 | 6 | 7 | 8 | 9 | 10 | Всего |
| Канада     | 2 | 2 | 0 | 2 | 0 | 2 | 0 | 1 | 2 | X  | 11    |
| ОКР        | 0 | 0 | 1 | 0 | 2 | 0 | 2 | 0 | 0 | X  | 5     |

| Площадка A | 1 | 2 | 3 | 4 | 5 | 6 | 7 | 8 | 9 | 10 | Всего |
| Китай      | 2 | 0 | 0 | 2 | 0 | 1 | 0 | 0 | X | X  | 5     |
| ОКР        | 0 | 1 | 1 | 0 | 4 | 0 | 3 | 2 | X | X  | 11    |

| Площадка B     | 1 | 2 | 3 | 4 | 5 | 6 | 7 | 8 | 9 | 10 | Всего |
| ОКР            | 0 | 1 | 0 | 1 | 0 | 0 | 1 | 1 | 0 | X  | 4     |
| Великобритания | 2 | 0 | 1 | 0 | 1 | 1 | 0 | 0 | 4 | X  | 9     |

| Площадка C | 1 | 2 | 3 | 4 | 5 | 6 | 7 | 8 | 9 | 10 | Всего |
| Швейцария  | 2 | 0 | 0 | 1 | 0 | 0 | 2 | 3 | 0 | 0  | 8     |
| ОКР        | 0 | 0 | 1 | 0 | 1 | 2 | 0 | 0 | 2 | 1  | 7     |

| Площадка A | 1 | 2 | 3 | 4 | 5 | 6 | 7 | 8 | 9 | 10 | Всего |
| ОКР        | 1 | 0 | 1 | 2 | 0 | 1 | 0 | 0 | 0 | 0  | 5     |
| Япония     | 0 | 1 | 0 | 0 | 1 | 0 | 3 | 1 | 1 | 3  | 10    |

| Площадка D | 1 | 2 | 3 | 4 | 5 | 6 | 7 | 8 | 9 | 10 | Всего |
| Дания      | 2 | 0 | 0 | 1 | 0 | 1 | 0 | 3 | 0 | 3  | 10    |
| ОКР        | 0 | 2 | 0 | 0 | 1 | 0 | 1 | 0 | 1 | 0  | 5     |

| Площадка C | 1 | 2 | 3 | 4 | 5 | 6 | 7 | 8 | 9 | 10 | Всего |
| ОКР        | 2 | 1 | 0 | 1 | 0 | 0 | 1 | 0 | 0 | 0  | 5     |
| Швеция     | 0 | 0 | 2 | 0 | 1 | 1 | 0 | 2 | 0 | 2  | 8     |

Итог: 10-е место в группе.

### Коньковые виды спорта

#### Конькобежный спорт
Квалификация на Игры происходила по итогам первых четырёх этапов Кубка мира. По их результатам был сформирован сводный квалификационный список, согласно которому сборная ОКР стала обладателем 15 олимпийских лицензий. 17 января 2022 года был объявлен состав на Игры.
Мужчины
Индивидуальные гонки
| Соревнование  | Спортсмены         | Результат | Отставание | Место |
| ------------- | ------------------ | --------- | ---------- | ----- |
| 500 метров    | Артём Арефьев      | 34,56     | +0,24      | 7     |
| 500 метров    | Виктор Муштаков    | 34,60     | +0,28      | 9     |
| 500 метров    | Руслан Мурашов     | 34,63     | +0,31      | 10    |
| 1000 метров   | Виктор Муштаков    | 1:08,74   | +0,82      | 8     |
| 1000 метров   | Павел Кулижников   | 1:08,87   | +0,95      | 11    |
| 1500 метров   | Сергей Трофимов    | 1:45,32   | +2,11      | 8     |
| 1500 метров   | Даниил Алдошкин    | 1:46,33   | +3,12      | 14    |
| 1500 метров   | Руслан Захаров     | 1:46,46   | +3,25      | 15    |
| 5000 метров   | Сергей Трофимов    | 6:10,27   | +1,43      | 4     |
| 5000 метров   | Александр Румянцев | 6:15,02   | +6,18      | 6     |
| 5000 метров   | Руслан Захаров     | 6:21,00   | +12,16     | 14    |
| 10 000 метров | Александр Румянцев | 12:51,33  | +20,59     | 5     |

Масс-старт
| Соревнование | Спортсмены      | Полуфинал | Полуфинал | Полуфинал | Полуфинал | Полуфинал | Финал                | Финал                | Финал                | Финал |
| Соревнование | Спортсмены      | Забег     | Круги     | Очки      | Время     | Место     | Круги                | Очки                 | Время                | Место |
| ------------ | --------------- | --------- | --------- | --------- | --------- | --------- | -------------------- | -------------------- | -------------------- | ----- |
| масс-старт   | Даниил Алдошкин | 1         | 16        | 6         | 7:56,83   | 5 Q       | 16                   | 6                    | 7:47,59              | 5     |
| масс-старт   | Руслан Захаров  | 2         | 5         | 0         | 2:49,52   | 15        | Завершил выступление | Завершил выступление | Завершил выступление | 29    |

Командная гонка
| Соревнование    | Спортсмены                                     | Четвертьфинал        | Полуфинал            | Финал                | Итоговое Место |
| Соревнование    | Спортсмены                                     | Соперник / Результат | Соперник / Результат | Соперник / Результат | Итоговое Место |
| --------------- | ---------------------------------------------- | -------------------- | -------------------- | -------------------- | -------------- |
| командная гонка | Даниил Алдошкин Сергей Трофимов Руслан Захаров | Китай · В 3 Q        | США · В −0,43        | Норвегия · П +2,39   | 2              |

Женщины
Индивидуальные гонки
| Соревнование | Спортсмены         | Результат | Отставание | Место |
| ------------ | ------------------ | --------- | ---------- | ----- |
| 500 метров   | Ангелина Голикова  | 37,21     | +0,17      | 3     |
| 500 метров   | Дарья Качанова     | 37,65     | +0,61      | 8     |
| 500 метров   | Ольга Фаткулина    | 37,76     | +0,72      | 10    |
| 1000 метров  | Ангелина Голикова  | 1:14,71   | +1,52      | 4     |
| 1000 метров  | Дарья Качанова     | 1:15,649  | +2,45      | 9     |
| 1000 метров  | Ольга Фаткулина    | 1:15,87   | +2,68      | 13    |
| 1500 метров  | Елизавета Голубева | 1:55,30   | +2,02      | 7     |
| 1500 метров  | Евгения Лаленкова  | 1:55,74   | +2,46      | 9     |
| 1500 метров  | Елена Сохрякова    | 1:59,58   | +6,30      | 22    |
| 3000 метров  | Евгения Лаленкова  | 4:03,42   | +6,49      | 10    |
| 3000 метров  | Наталья Воронина   | 4:03,84   | +6,91      | 11    |
| 5000 метров  | Наталья Воронина   | 6:56,99   | +13,48     | 6     |

Масс-старт
| Соревнование | Спортсмены         | Полуфинал | Полуфинал | Полуфинал | Полуфинал | Полуфинал | Финал                 | Финал                 | Финал                 | Финал |
| Соревнование | Спортсмены         | Забег     | Круги     | Очки      | Время     | Место     | Круги                 | Очки                  | Время                 | Место |
| ------------ | ------------------ | --------- | --------- | --------- | --------- | --------- | --------------------- | --------------------- | --------------------- | ----- |
| масс-старт   | Елизавета Голубева | 1         | 16        | 1         | 8:53,99   | 9 ADV     | 15                    | 0                     | 7:50,24               | 15    |
| масс-старт   | Елена Сохрякова    | 2         | 16        | 2         | 8:45,00   | 10        | Завершила выступление | Завершила выступление | Завершила выступление | 19    |

Командная гонка
| Соревнование    | Спортсмены                                            | Четвертьфинал        | Полуфинал            | Финал                | Итоговое Место |
| Соревнование    | Спортсмены                                            | Соперник / Результат | Соперник / Результат | Соперник / Результат | Итоговое Место |
| --------------- | ----------------------------------------------------- | -------------------- | -------------------- | -------------------- | -------------- |
| командная гонка | Елизавета Голубева Евгения Лаленкова Наталья Воронина | Польша · В 2:57,66   | Япония · П +6,99     | Малый                | 4              |
| командная гонка | Елизавета Голубева Евгения Лаленкова Наталья Воронина | Польша · В 2:57,66   | Япония · П +6,99     | Нидерланды · П +1,79 | 4              |

#### Фигурное катание
Большинство олимпийских лицензий на Игры 2022 года были распределены по результатам выступления спортсменов в рамках чемпионата мира 2021 года. По его итогам сборная ОКР смогла завоевать по три квоты в одиночном женском катании, парном катании и танцах на льду, две лицензии в мужском одиночном катании. Ещё одну квоту в мужском одиночном катании необходимо было подтвердить, успешно выступив на турнире Nebelhorn Trophy, где нужно было попасть в число 3-6 сильнейших в зависимости от дисциплины. По итогам соревнований российский фигурист Марк Кондратюк занял 3-е место, подтвердив квоту, благодаря чему сборная ОКР получила максимальное представительство на Играх. Также сборная ОКР приняла участие в командных соревнованиях. 20 января 2022 года ФФККР опубликовала состав сборной на Игры. 25 января 2022 года стало известно, что попавший в заявку Михаил Коляда не выступит на Играх в связи с сдачей положительного теста на коронавирус. Его заменил Евгений Семененко.
30 января 2024 года решением ISU команде ОКР было присвоено 3-е место, Камила Валиева была дисквалифицирована с 21 декабря 2021 года, все конкурсные результаты были аннулированы со всеми вытекающими последствиями (включая любые титулы, наград, медали, призы и призовые деньги).
| Соревнование              | Спортсмены                            | Короткая программа | Короткая программа | Произвольная программа | Произвольная программа | Всего        | Всего |
| Соревнование              | Спортсмены                            | Сумма баллов       | Место              | Сумма баллов           | Место                  | Сумма баллов | Место |
| ------------------------- | ------------------------------------- | ------------------ | ------------------ | ---------------------- | ---------------------- | ------------ | ----- |
| мужское одиночное катание | Евгений Семененко                     | 95,76              | 7                  | 178,37                 | 9                      | 274,13       | 8     |
| мужское одиночное катание | Марк Кондратюк                        | 86,11              | 15                 | 162,71                 | 14                     | 248,82       | 15    |
| мужское одиночное катание | Андрей Мозалёв                        | 77,05              | 23                 | 156,28                 | 18                     | 233,33       | 19    |
| женское одиночное катание | Анна Щербакова                        | 80,20              | 2                  | 175,75                 | 2                      | 255,95       | 1     |
| женское одиночное катание | Александра Трусова                    | 74,60              | 4                  | 177,13                 | 1                      | 251,73       | 2     |
| женское одиночное катание | Камила Валиева                        | 82,16              | 1                  | 141,93                 | 5                      | 224,09       | DSQ   |
| парное катание            | Евгения Тарасова Владимир Морозов     | 84,25              | 2                  | 155,00                 | 2                      | 239,25       | 2     |
| парное катание            | Анастасия Мишина Александр Галлямов   | 82,76              | 3                  | 154,95                 | 3                      | 237,71       | 3     |
| парное катание            | Александра Бойкова Дмитрий Козловский | 78,59              | 4                  | 141,91                 | 4                      | 220,50       | 4     |
| танцы на льду             | Виктория Синицина Никита Кацалапов    | 88,85              | 2                  | 131,66                 | 2                      | 220,51       | 2     |
| танцы на льду             | Александра Степанова Иван Букин       | 84,09              | 5                  | 120,98                 | 8                      | 205,07       | 6     |
| танцы на льду             | Диана Дэвис Глеб Смолкин              | 71,66              | 14                 | 108,16                 | 14                     | 179,82       | 14    |

Командные соревнования
| Соревнование           | Спортсмены                                                                                               | Короткая программа      | Короткая программа | Короткая программа      | Короткая программа      | Произвольная программа   | Произвольная программа | Произвольная программа    | Произвольная программа   | Всего     | Всего |
| Соревнование           | Спортсмены                                                                                               | Мужчины                 | Женщины            | Пары                    | Танцы                   | Мужчины                  | Женщины                | Пары                      | Танцы                    | Результат | Место |
| ---------------------- | --- | ----------------------- | ------------------ | ----------------------- | ----------------------- | ------------------------ | ---------------------- | ------------------------- | ------------------------ | --------- | ----- |
| командные соревнования | Марк Кондратюк Камила Валиева Анастасия Мишина / Александр Галлямов Виктория Синицина / Никита Кацалапов | 95,81 3-е место 8 очков | DSQ                | 82,64 2-е место 9 очков | 85,05 2-е место 9 очков | 181,65 2-е место 9 очков | DSQ                    | 145,20 1-е место 10 очков | 128,17 2-е место 9 очков | 54        | 3     |

#### Шорт-трек
Мужчины
| Соревнование | Спортсмены                                                        | Отборочный раунд | Отборочный раунд | Отборочный раунд | Четвертьфинал        | Четвертьфинал        | Четвертьфинал        | Полуфинал            | Полуфинал            | Полуфинал            | Финал                | Финал                | Финал                | Итоговое место |
| Соревнование | Спортсмены                                                        | Забег            | Результат        | Место            | Забег                | Результат            | Место                | Забег                | Результат            | Место                | Название             | Результат            | Место                | Итоговое место |
| ------------ | ----------------------------------------------------------------- | ---------------- | ---------------- | ---------------- | -------------------- | -------------------- | -------------------- | -------------------- | -------------------- | -------------------- | -------------------- | -------------------- | -------------------- | -------------- |
| 500 метров   | Константин Ивлиев                                                 | 5                | 40,272           | 1 Q              | 3                    | 40,351               | 1 Q                  | 1                    | 40,655               | 1 QA                 | A                    | 40,431               | 2                    | 2              |
| 500 метров   | Павел Ситников                                                    | 3                | 40,591           | 2 Q              | 1                    | 40,643               | 2 Q                  | 1                    | 40,848               | 3 QB                 | B                    | 41,217               | 2                    | 7              |
| 1000 метров  | Семён Елистратов                                                  | 3                | 1:24,077         | 3                | Завершил выступление | Завершил выступление | Завершил выступление | Завершил выступление | Завершил выступление | Завершил выступление | Завершил выступление | Завершил выступление | Завершил выступление | 21             |
| 1000 метров  | Денис Айрапетян                                                   | 6                | PEN              | PEN              | Завершил выступление | Завершил выступление | Завершил выступление | Завершил выступление | Завершил выступление | Завершил выступление | Завершил выступление | Завершил выступление | Завершил выступление | —              |
| 1500 метров  | Семён Елистратов                                                  | Не проводится    | Не проводится    | Не проводится    | 3                    | 2:15,094             | 2 Q                  | 2                    | 2:13,24              | 2 QA                 | A                    | 2:09,267             | 3                    | 3              |
| 1500 метров  | Денис Айрапетян                                                   | Не проводится    | Не проводится    | Не проводится    | 1                    | 2:09,776             | 3 Q                  | 1                    | 2:10,78              | 3 QB                 | B                    | 2:18,076             | 2                    | 12             |
| 1500 метров  | Даниил Ейбог                                                      | Не проводится    | Не проводится    | Не проводится    | 6                    | 2:16,975             | 4                    | Завершил выступление | Завершил выступление | Завершил выступление | Завершил выступление | Завершил выступление | Завершил выступление | 24             |
| Эстафета     | Семён Елистратов Константин Ивлиев Павел Ситников Денис Айрапетян | Не проводится    | Не проводится    | Не проводится    | Не проводится        | Не проводится        | Не проводится        | 2                    | 6:37,925             | 2 QA                 | A                    | 6:43,440             | 4                    | 4              |

Женщины
| Соревнование | Спортсмены                                                             | Отборочный раунд | Отборочный раунд | Отборочный раунд | Четвертьфинал         | Четвертьфинал         | Четвертьфинал         | Полуфинал             | Полуфинал             | Полуфинал             | Финал                 | Финал                 | Финал                 | Итоговое место |
| Соревнование | Спортсмены                                                             | Забег            | Результат        | Место            | Забег                 | Результат             | Место                 | Забег                 | Результат             | Место                 | Название              | Результат             | Место                 | Итоговое место |
| ------------ | ---------------------------------------------------------------------- | ---------------- | ---------------- | ---------------- | --------------------- | --------------------- | --------------------- | --------------------- | --------------------- | --------------------- | --------------------- | --------------------- | --------------------- | -------------- |
| 500 метров   | Елена Серёгина                                                         | 8                | 43,605           | 2 Q              | 2                     | 43,712                | 2 Q                   | 1                     | 42,685                | 3 QB                  | B                     | 42,972                | 1                     | 6              |
| 500 метров   | Софья Просвирнова                                                      | 2                | 43,331           | 2 Q              | 3                     | PEN                   | PEN                   | Завершила выступление | Завершила выступление | Завершила выступление | Завершила выступление | Завершила выступление | Завершила выступление | 18             |
| 500 метров   | Екатерина Ефременкова                                                  | 4                | 43,140           | 4                | Завершила выступление | Завершила выступление | Завершила выступление | Завершила выступление | Завершила выступление | Завершила выступление | Завершила выступление | Завершила выступление | Завершила выступление | 25             |
| 1000 метров  | Екатерина Ефременкова                                                  | 7                | 1:29,74          | 2 Q              | 2                     | 1:29,434              | 3                     | Завершила выступление | Завершила выступление | Завершила выступление | Завершила выступление | Завершила выступление | Завершила выступление | 12             |
| 1000 метров  | Анна Вострикова                                                        | 1                | 1:28,290         | 3 q              | 2                     | 1:30,021              | 4                     | Завершила выступление | Завершила выступление | Завершила выступление | Завершила выступление | Завершила выступление | Завершила выступление | 16             |
| 1000 метров  | Софья Просвирнова                                                      | 4                | PEN              | PEN              | Завершила выступление | Завершила выступление | Завершила выступление | Завершила выступление | Завершила выступление | Завершила выступление | Завершила выступление | Завершила выступление | Завершила выступление | —              |
| 1500 метров  | Софья Просвирнова                                                      | Не проводится    | Не проводится    | Не проводится    | 6                     | 2:19,432              | 3 Q                   | 1                     | 2:22,546              | 5                     | Завершила выступление | Завершила выступление | Завершила выступление | 15             |
| 1500 метров  | Анна Вострикова                                                        | Не проводится    | Не проводится    | Не проводится    | 4                     | 2:21,113              | 2 Q                   | 3                     | 2:20,705              | 7                     | Завершила выступление | Завершила выступление | Завершила выступление | 19             |
| 1500 метров  | Екатерина Ефременкова                                                  | Не проводится    | Не проводится    | Не проводится    | 6                     | Времени нет           | 6                     | Завершила выступление | Завершила выступление | Завершила выступление | Завершила выступление | Завершила выступление | Завершила выступление | 33             |
| Эстафета     | Софья Просвирнова Екатерина Ефременкова Елена Серёгина Анна Вострикова | Не проводится    | Не проводится    | Не проводится    | Не проводится         | Не проводится         | Не проводится         | 2                     | 4:06,064              | 3 QB                  | B                     | PEN                   | PEN                   | 7              |

Смешанная
| Соревнование       | Спортсмены                                                                 | Четвертьфинал | Четвертьфинал | Четвертьфинал | Полуфинал | Полуфинал | Полуфинал | Финал                 | Финал                 | Финал                 | Итоговое место |
| Соревнование       | Спортсмены                                                                 | Забег         | Результат     | Место         | Забег     | Результат | Место     | Название              | Результат             | Место                 | Итоговое место |
| ------------------ | -------------------------------------------------------------------------- | ------------- | ------------- | ------------- | --------- | --------- | --------- | --------------------- | --------------------- | --------------------- | -------------- |
| смешанная эстафета | Софья Просвирнова Екатерина Ефременкова Семён Елистратов Константин Ивлиев | 3             | 2:38,445      | 2 Q           | 2         | PEN       | PEN       | Завершили выступление | Завершили выступление | Завершили выступление | —              |

### Лыжные виды спорта

#### Горнолыжный спорт
Квалификация спортсменов для участия в Олимпийских играх осуществлялась на основании специального квалификационного рейтинга FIS по состоянию на 16 января 2022 года. При этом НОК для участия в Олимпийских играх мог выбрать только того спортсмена, который вошёл в топ-500 олимпийского рейтинга в своей дисциплине, и при этом имел определённое количество очков, согласно квалификационной таблице. Страны, не имеющие участников в числе 500 сильнейших спортсменов, могли претендовать только на квоты категории B в технических дисциплинах. По итогам квалификационного отбора сборная ОКР завоевала 4 олимпийские лицензии (1 у женщин и 3 у мужчин). В результате перераспределения квот сборная ОКР получила ещё три женские квоты. Таким образом, в состав сборной вошли четыре женщины и трое мужчин.
Мужчины
| Соревнование      | Спортсмены          | Скоростной спуск/ 1 спуск | Скоростной спуск/ 1 спуск | Слалом/ 2 спуск      | Слалом/ 2 спуск      | Всего   | Отставание | Место |
| Соревнование      | Спортсмены          | Время                     | Место                     | Время                | Место                | Всего   | Отставание | Место |
| ----------------- | ------------------- | ------------------------- | ------------------------- | -------------------- | -------------------- | ------- | ---------- | ----- |
| гигантский слалом | Александр Андриенко | DNF                       | DNF                       | Завершил выступление | Завершил выступление | —       | —          | —     |
| гигантский слалом | Иван Кузнецов       | DNF                       | DNF                       | Завершил выступление | Завершил выступление | —       | —          | —     |
| слалом            | Александр Хорошилов | 54,63                     | 10                        | 50,54                | 9                    | 1:45,17 | +1,08      | 10    |
| слалом            | Александр Андриенко | 57,47                     | 31                        | 53,70                | 26                   | 1:51,17 | +7,08      | 26    |
| слалом            | Иван Кузнецов       | DNF                       | DNF                       | Завершил выступление | Завершил выступление | —       | —          | —     |

Женщины
| Соревнование      | Спортсмены            | Скоростной спуск/ 1 спуск | Скоростной спуск/ 1 спуск | Слалом/ 2 спуск | Слалом/ 2 спуск | Всего   | Отставание | Место |
| Соревнование      | Спортсмены            | Время                     | Место                     | Время           | Место           | Всего   | Отставание | Место |
| ----------------- | --------------------- | ------------------------- | ------------------------- | --------------- | --------------- | ------- | ---------- | ----- |
| слалом            | Екатерина Ткаченко    | 55,97                     | 34                        | 54,71           | 31              | 1:50,68 | +5,70      | 31    |
| слалом            | Анастасия Горностаева | 56,39                     | 39                        | 55,11           | 32              | 1:51,50 | +6,52      | 33    |
| слалом            | Полина Мельникова     | 56,86                     | 41                        | 55,88           | 35              | 1:52,74 | +7,76      | 36    |
| гигантский слалом | Екатерина Ткаченко    | 1:01,55                   | 31                        | 1:00,86         | 25              | 2:02,41 | +6,72      | 25    |
| гигантский слалом | Юлия Плешкова         | 1:02,01                   | 33                        | 1:01,31         | 28              | 2:03,32 | +7,63      | 27    |
| гигантский слалом | Полина Мельникова     | 1:04,13                   | 39                        | 1:03,07         | 31              | 2:07,20 | +11,51     | 32    |
| супергигант       | Юлия Плешкова         | Не проводится             | Не проводится             | Не проводится   | Не проводится   | 1:15,26 | +1,75      | 18    |
| скоростной спуск  | Юлия Плешкова         | Не проводится             | Не проводится             | Не проводится   | Не проводится   | 1:34,48 | +2,61      | 20    |
| комбинация        | Юлия Плешкова         | 1:33,54                   | 14                        | 57,16           | 11              | 2:30,70 | +5,03      | 10    |

#### Лыжное двоеборье
Лыжное двоеборье остаётся единственной олимпийской дисциплиной в программе зимних Игр, в которой участвуют только мужчины. Квалификация спортсменов для участия в Олимпийских играх осуществлялась на основании специального квалификационного рейтинга FIS по состоянию на 16 января 2021 года. По итогам квалификационного отбора российские двоеборцы завоевали три олимпийские лицензии. 17 января 2022 года был обнародован состав на Игры.
Мужчины
| Соревнование              | Спортсмены      | Прыжки с трамплина | Прыжки с трамплина | Лыжная гонка | Лыжная гонка | Лыжная гонка | Итоговое время | Место |
| Соревнование              | Спортсмены      | Результат          | Место              | Гандикап     | Результат    | Место        | Итоговое время | Место |
| ------------------------- | --------------- | ------------------ | ------------------ | ------------ | ------------ | ------------ | -------------- | ----- |
| нормальный трамплин/10 км | Вячеслав Барков | 61,6               | 41                 | +4:46        | 26:08.2      | 28           | 30:54,2        | 38    |
| нормальный трамплин/10 км | Артём Галунин   | 66,8               | 39                 | +4:25        | 27:13.8      | 36           | 31:38,8        | 39    |
| нормальный трамплин/10 км | Самир Мастиев   | 47,8               | 44                 | +5:41        | 26:18,0      | 29           | 31:59,0        | 40    |
| большой трамплин/10 км    | Вячеслав Барков | 53,3               | 44                 | +5:46        | 27:10,9      | 24           | 32:56,9        | 41    |
| большой трамплин/10 км    | Артём Галунин   | 58,0               | 42                 | +5:27        | 27:55,2      | 37           | 33:22,2        | 42    |
| большой трамплин/10 км    | Самир Мастиев   | 20,4               | 48                 | +7:58        | 28:09,4      | 40           | 36:07,4        | 46    |

#### Лыжные гонки
Квалификация спортсменов для участия в Олимпийских играх осуществлялась на основании специального квалификационного рейтинга FIS по состоянию на 16 января 2022 года. Для получения олимпийской лицензии категории «A» спортсменам необходимо было набрать определённое количество очков, согласно квалификационной таблице. При этом каждый НОК может заявить на Игры 1 мужчину и 1 женщины, если они выполнили квалификационный критерий «B», по которому они смогут принять участие в спринте и гонках на 10 км для женщин или 15 км для мужчин. По итогам квалификационного отбора сборная ОКР завоевала максимальное количество лицензий, по 8 у мужчин и женщин.
Мужчины
 Дистанционные гонки
| Соревнование              | Спортсмены                                                        | Результат | Отставание | Место |
| ------------------------- | ----------------------------------------------------------------- | --------- | ---------- | ----- |
| 15 км классическим стилем | Александр Большунов                                               | 38:18,0   | +23.2      | 2     |
| 15 км классическим стилем | Алексей Червоткин                                                 | 38:51,7   | +56,9      | 5     |
| 15 км классическим стилем | Илья Семиков                                                      | 39:34,7   | +1:39,9    | 9     |
| 15 км классическим стилем | Иван Якимушкин                                                    | 39:52,6   | +1:57,8    | 13    |
| скиатлон 15+15 км         | Александр Большунов                                               | 1:16:09,8 | 0,0        | 1     |
| скиатлон 15+15 км         | Денис Спицов                                                      | 1:17:20,8 | +1:11,0    | 2     |
| скиатлон 15+15 км         | Артём Мальцев                                                     | 1:20:04,6 | +3:54,8    | 9     |
| скиатлон 15+15 км         | Алексей Червоткин                                                 | 1:24:59,5 | +8:49,7    | 36    |
| 50 км свободным стилем    | Александр Большунов                                               | 1:11:32,7 | 0,0        | 1     |
| 50 км свободным стилем    | Иван Якимушкин                                                    | 1:11:38,2 | +5,5       | 2     |
| 50 км свободным стилем    | Артём Мальцев                                                     | 1:11:43,4 | +10,7      | 4     |
| 50 км свободным стилем    | Денис Спицов                                                      | 1:11:58,9 | +26,2      | 6     |
| эстафета 4×10 км          | Алексей Червоткин Александр Большунов Денис Спицов Сергей Устюгов | 1:54:50,7 | 0,0        | 1     |

 Спринт
| Соревнование     | Спортсмены                              | Квалификация  | Квалификация  | Четвертьфинал | Четвертьфинал | Четвертьфинал | Полуфинал | Полуфинал | Полуфинал | Финал                | Финал                | Итоговое место |
| Соревнование     | Спортсмены                              | Результат     | Место         | Заезд         | Результат     | Место         | Заезд     | Результат | Место     | Результат            | Место                | Итоговое место |
| ---------------- | --------------------------------------- | ------------- | ------------- | ------------- | ------------- | ------------- | --------- | --------- | --------- | -------------------- | -------------------- | -------------- |
| спринт           | Александр Терентьев                     | 2:50,92       | 12 Q          | 5             | 2:57,93       | 2 Q           | 2         | 2:50,67   | 1 Q       | 2:59,37              | 3                    | 3              |
| спринт           | Артём Мальцев                           | 2:50,90       | 10 Q          | 4             | 2:50,37       | 2 Q           | 2         | 2:51,50   | 4 LL      | 3:01,65              | 5                    | 5              |
| спринт           | Сергей Устюгов                          | 2:46,51       | 2 Q           | 1             | 2:51,94       | 2 Q           | 1         | 2:52,35   | 4         | Завершил выступление | Завершил выступление | 8              |
| спринт           | Александр Большунов                     | DNS           | DNS           | DNS           | DNS           | DNS           | DNS       | DNS       | DNS       | DNS                  | DNS                  | —              |
| командный спринт | Александр Большунов Александр Терентьев | Не проводится | Не проводится | Не проводится | Не проводится | Не проводится | 2         | 20:07,85  | 5 LL      | 19:27,2              | 3                    | 3              |

Женщины
 Дистанционные гонки
| Соревнование              | Спортсмены                                                     | Результат | Отставание | Место |
| ------------------------- | -------------------------------------------------------------- | --------- | ---------- | ----- |
| 10 км классическим стилем | Наталья Непряева                                               | 28:37,9   | +31,6      | 4     |
| 10 км классическим стилем | Юлия Ступак                                                    | 29:03,8   | +57,5      | 7     |
| 10 км классическим стилем | Татьяна Сорина                                                 | 29:17,4   | +1:11,1    | 10    |
| 10 км классическим стилем | Лилия Васильева                                                | 29:32,4   | +1:26,1    | 15    |
| скиатлон 7,5+7,5 км       | Наталья Непряева                                               | 44:43,9   | +30,2      | 2     |
| скиатлон 7,5+7,5 км       | Анастасия Рыгалина                                             | 45:30,9   | +1:17,2    | 8     |
| скиатлон 7,5+7,5 км       | Татьяна Сорина                                                 | 46:31,3   | +2:17,6    | 11    |
| скиатлон 7,5+7,5 км       | Юлия Ступак                                                    | 48:27,5   | +4:13,8    | 24    |
| 30 км свободным стилем    | Татьяна Сорина                                                 | 1:27:31,2 | +2:37,2    | 5     |
| 30 км свободным стилем    | Мария Истомина                                                 | 1:28:00,1 | +3:06,1    | 9     |
| 30 км свободным стилем    | Анастасия Рыгалина                                             | 1:31:22,1 | +6:28,1    | 17    |
| 30 км свободным стилем    | Наталья Непряева                                               | DNF       | DNF        | —     |
| эстафета 4×5 км           | Юлия Ступак Наталья Непряева Татьяна Сорина Вероника Степанова | 53:41,0   | 0,0        | 1     |

 Спринт
| Соревнование     | Спортсмены                   | Квалификация  | Квалификация  | Четвертьфинал         | Четвертьфинал         | Четвертьфинал         | Полуфинал             | Полуфинал             | Полуфинал             | Финал                 | Финал                 | Итоговое место |
| Соревнование     | Спортсмены                   | Результат     | Место         | Заезд                 | Результат             | Место                 | Заезд                 | Результат             | Место                 | Результат             | Место                 | Итоговое место |
| ---------------- | ---------------------------- | ------------- | ------------- | --------------------- | --------------------- | --------------------- | --------------------- | --------------------- | --------------------- | --------------------- | --------------------- | -------------- |
| спринт           | Вероника Степанова           | 3:20,41       | 12 Q          | 5                     | 3:18,1                | 1 Q                   | 2                     | 3:16,2                | 3                     | Завершила выступление | Завершила выступление | 7              |
| спринт           | Наталья Непряева             | 3:21,76       | 20 Q          | 2                     | 3:21,34               | 3                     | Завершила выступление | Завершила выступление | Завершила выступление | Завершила выступление | Завершила выступление | 14             |
| спринт           | Юлия Ступак                  | 3:17,01       | 4 Q           | 1                     | 3:18,65               | 4                     | Завершила выступление | Завершила выступление | Завершила выступление | Завершила выступление | Завершила выступление | 16             |
| спринт           | Христина Мацокина            | 3:29,64       | 45            | Завершила выступление | Завершила выступление | Завершила выступление | Завершила выступление | Завершила выступление | Завершила выступление | Завершила выступление | Завершила выступление | 45             |
| командный спринт | Юлия Ступак Наталья Непряева | Не проводится | Не проводится | Не проводится         | Не проводится         | Не проводится         | 2                     | 23:00,47              | 1 Q                   | 22:10,5               | 3                     | 3              |

#### Прыжки на лыжах с трамплина
По сравнению с прошлыми Играми в программе соревнований произошли изменения, были добавлены командные соревнования, в которых приняли участие мужчины и женщины. Квалификация спортсменов для участия в Олимпийских играх осуществлялась на основании специального квалификационного рейтинга FIS по состоянию на 16 января 2022 года. По итогам квалификационного отбора сборная ОКР завоевала 9 олимпийских лицензий.
Мужчины
| Соревнование         | Спортсмены                                                 | Квалификация  | Квалификация  | Финал                       | Финал    | Финал                       | Финал                | Финал                | Финал                | Итоговое место |
| Соревнование         | Спортсмены                                                 | Результат     | Место         | 1 прыжок                    | 1 прыжок | 2 прыжок                    | 2 прыжок             | Всего                | Место                | Итоговое место |
| Соревнование         | Спортсмены                                                 | Результат     | Место         | Результат                   | Место    | Результат                   | Место                | Всего                | Место                | Итоговое место |
| -------------------- | ---------------------------------------------------------- | ------------- | ------------- | --------------------------- | -------- | --------------------------- | -------------------- | -------------------- | -------------------- | -------------- |
| нормальный трамплин  | Евгений Климов                                             | 99,5          | 14 Q          | 135,0                       | 4 Q      | 126,5                       | 7                    | 261,5                | 5                    | 5              |
| нормальный трамплин  | Данил Садреев                                              | 97,0          | 18 Q          | 134,1                       | 7 Q      | 125,3                       | 11                   | 259,4                | 8                    | 8              |
| нормальный трамплин  | Роман Трофимов                                             | 80,0          | 33 Q          | 120,8                       | 29 Q     | 123,9                       | 14                   | 244,7                | 23                   | 23             |
| нормальный трамплин  | Михаил Назаров                                             | 81,4          | 31 Q          | 118,1                       | 32       | Завершил выступление        | Завершил выступление | Завершил выступление | Завершил выступление | 32             |
| большой трамплин     | Данил Садреев                                              | 127,3         | 5 Q           | 130,2                       | 14 Q     | 129,5                       | 19                   | 259,7                | 16                   | 16             |
| большой трамплин     | Евгений Климов                                             | 119,5         | 13 Q          | 126,8                       | 22Q      | 128,7                       | 21                   | 255,5                | 18                   | 18             |
| большой трамплин     | Роман Трофимов                                             | 116,0         | 16 Q          | 128,8                       | 16 Q     | 125,1                       | 26                   | 253,9                | 23                   | 23             |
| большой трамплин     | Михаил Назаров                                             | 112,6         | 21 Q          | 118,4                       | 34       | Завершил выступление        | Завершил выступление | Завершил выступление | Завершил выступление | 34             |
| командное первенство | Данил Садреев Роман Трофимов Михаил Назаров Евгений Климов | Не проводится | Не проводится | 410,6 115,4 103,1 92,8 99,3 | 7 Q      | 395,9 100,4 99,7 89,3 106,5 | 8                    | 806,5                | 7                    | 7              |

Женщины
| Соревнование        | Спортсмены         | 1 прыжок  | 1 прыжок | 2 прыжок  | 2 прыжок | Всего | Место |
| Соревнование        | Спортсмены         | Результат | Место    | Результат | Место    | Всего | Место |
| ------------------- | ------------------ | --------- | -------- | --------- | -------- | ----- | ----- |
| нормальный трамплин | Ирина Аввакумова   | 99,6      | 9        | 96,7      | 8        | 196,3 | 7     |
| нормальный трамплин | Ирма Махиня        | 85,4      | 17       | 95,5      | 9        | 180,9 | 10    |
| нормальный трамплин | Александра Кустова | 81,4      | 20       | 90,0      | 13       | 171,4 | 17    |
| нормальный трамплин | Софья Тихонова     | 70,3      | 27       | 76,5      | 23       | 146,8 | 26    |

Командные соревнования
| Соревнование           | Спортсмены                                                | Первый раунд                 | Первый раунд | Финальный раунд              | Финальный раунд | Всего | Место |
| Соревнование           | Спортсмены                                                | Результат                    | Место        | Результат                    | Место           | Всего | Место |
| ---------------------- | --------------------------------------------------------- | ---------------------------- | ------------ | ---------------------------- | --------------- | ----- | ----- |
| командные соревнования | Ирма Махиня Данил Садреев Ирина Аввакумова Евгений Климов | 448,8 92,4 124,1 105,8 126,5 | 3 Q          | 441,5 81,4 125,8 103,7 130,6 | 4               | 890,3 | 2     |

#### Сноуборд
Мужчины
 Слоупстайл
| Соревнование | Спортсмены        | Квалификация | Квалификация | Квалификация | Финал                | Финал                | Финал                | Финал                | Итоговое место |
| Соревнование | Спортсмены        | 1 спуск      | 2 спуск      | Место        | 1 спуск              | 2 спуск              | 3 спуск              | Место                | Итоговое место |
| ------------ | ----------------- | ------------ | ------------ | ------------ | -------------------- | -------------------- | -------------------- | -------------------- | -------------- |
| слоупстайл   | Владислав Хадарин | 64,73        | 21,15        | 15           | Завершил выступление | Завершил выступление | Завершил выступление | Завершил выступление | 15             |

 Сноуборд-кросс
| Соревнование   | Спортсмены     | Квалификация | Квалификация | Квалификация | 1/8 финала | 1/8 финала | Четвертьфинал        | Четвертьфинал        | Полуфинал            | Полуфинал            | Финал                | Итоговое место |
| Соревнование   | Спортсмены     | 1 спуск      | 2 спуск      | Место        | Заезд      | Место      | Заезд                | Место                | Заезд                | Место                | Место                | Итоговое место |
| -------------- | -------------- | ------------ | ------------ | ------------ | ---------- | ---------- | -------------------- | -------------------- | -------------------- | -------------------- | -------------------- | -------------- |
| сноуборд-кросс | Даниил Донских | 1:19,36      | 1:19,93      | 25 Q         | 2          | 3          | Завершил выступление | Завершил выступление | Завершил выступление | Завершил выступление | Завершил выступление | 24             |

 Биг-эйр
| Соревнование | Спортсмены        | Квалификация | Квалификация | Квалификация | Квалификация | Квалификация | Финал                | Финал                | Финал                | Финал                | Финал                | Место |
| Соревнование | Спортсмены        | 1-й заезд    | 2-й заезд    | 3-й заезд    | Всего        | Место        | 1-й заезд            | 2-й заезд            | 3-й заезд            | Всего                | Место                | Место |
| ------------ | ----------------- | ------------ | ------------ | ------------ | ------------ | ------------ | -------------------- | -------------------- | -------------------- | -------------------- | -------------------- | ----- |
| биг-эйр      | Владислав Хадарин | 67,00        | 37,25        | 30,00        | 104,25       | 19           | Завершил выступление | Завершил выступление | Завершил выступление | Завершил выступление | Завершил выступление | 19    |

 Слалом
| Соревнование                   | Спортсмены      | Квалификация | Квалификация   | Квалификация | Квалификация | 1/8 финала           | Четвертьфинал            | Полуфинал                 | Финал                 | Место |
| Соревнование                   | Спортсмены      | Синяя трасса | Красная трасса | Всего        | Место        | Соперник Результат   | Соперник Результат       | Соперник Результат        | Соперник Результат    | Место |
| ------------------------------ | --------------- | ------------ | -------------- | ------------ | ------------ | -------------------- | ------------------------ | ------------------------- | --------------------- | ----- |
| параллельный гигантский слалом | Вик Уайлд       | 41,10        | 40,96          | 1:22,06      | 9 Q          | ROCД. Логинов (8) В  | KORЛи Сан Хо (1) В −0,01 | SLOТ. Мастнак (4) П +0,48 | Малый                 | 3     |
| параллельный гигантский слалом | Вик Уайлд       | 41,10        | 40,96          | 1:22,06      | 9 Q          | ROCД. Логинов (8) В  | KORЛи Сан Хо (1) В −0,01 | SLOТ. Мастнак (4) П +0,48 | ITAР. Фишналлер (6) В | 3     |
| параллельный гигантский слалом | Дмитрий Логинов | 41,31        | 40,38          | 1:21,69      | 8 Q          | ROCВ. Уайлд (9) DNF  | Завершил выступление     | Завершил выступление      | Завершил выступление  | 10    |
| параллельный гигантский слалом | Андрей Соболев  | 41,39        | 41,48          | 1:22,87      | 19           | Завершил выступление | Завершил выступление     | Завершил выступление      | Завершил выступление  | 19    |

Женщины
 Слалом
| Соревнование                   | Спортсмены        | Квалификация | Квалификация   | Квалификация | Квалификация | 1/8 финала                | Четвертьфинал         | Полуфинал             | Финал                 | Место |
| Соревнование                   | Спортсмены        | Синяя трасса | Красная трасса | Всего        | Место        | Соперник Результат        | Соперник Результат    | Соперник Результат    | Соперник Результат    | Место |
| ------------------------------ | ----------------- | ------------ | -------------- | ------------ | ------------ | ------------------------- | --------------------- | --------------------- | --------------------- | ----- |
| параллельный гигантский слалом | София Надыршина   | 42,84        | 44,38          | 1:27,22      | 4 Q          | NEDМ. Деккер (13) П +0,03 | Завершила выступление | Завершила выступление | Завершила выступление | 10    |
| параллельный гигантский слалом | Полина Смоленцева | 43,85        | 44,31          | 1:28,16      | 9 Q          | POLА. Крол (8) П +0,16    | Завершила выступление | Завершила выступление | Завершила выступление | 11    |
| параллельный гигантский слалом | Наталья Соболева  | 45,85        | 44,09          | 1:29,94      | 20           | Завершила выступление     | Завершила выступление | Завершила выступление | Завершила выступление | 20    |
| параллельный гигантский слалом | Милена Быкова     | DSQ          | 45,17          | DSQ          | —            | Завершила выступление     | Завершила выступление | Завершила выступление | Завершила выступление | 30    |

 Сноуборд-кросс
| Соревнование   | Спортсмены                  | Квалификация | Квалификация   | Квалификация | 1/8 финала | 1/8 финала | Четвертьфинал         | Четвертьфинал         | Полуфинал             | Полуфинал             | Финал                 | Итоговое место |
| Соревнование   | Спортсмены                  | 1 спуск      | 2 спуск        | Место        | Заезд      | Место      | Заезд                 | Место                 | Заезд                 | Место                 | Место                 | Итоговое место |
| -------------- | --------------------------- | ------------ | -------------- | ------------ | ---------- | ---------- | --------------------- | --------------------- | --------------------- | --------------------- | --------------------- | -------------- |
| сноуборд-кросс | Александра Паршина          | 1:27,16      | 1:24,76        | 19 Q         | 5          | 2 Q        | 3                     | 4                     | завершила выступление | завершила выступление | завершила выступление | 14             |
| сноуборд-кросс | Кристина Пауль              | 1:24,76      | Не участвовала | 10 Q         | 7          | 3          | Завершила выступление | Завершила выступление | Завершила выступление | Завершила выступление | Завершила выступление | 17             |
| сноуборд-кросс | Мария Васильцова            | 1:26,39      | 1:25,90        | 25 Q         | 2          | 3          | завершила выступление | завершила выступление | завершила выступление | завершила выступление | завершила выступление | 23             |
| сноуборд-кросс | Екатерина Локтева-Загорская | 1:26,22      | 1:26,41        | 27 Q         | 6          | 4          | завершила выступление | завершила выступление | завершила выступление | завершила выступление | завершила выступление | 29             |

 Биг-эйр
| Соревнование | Спортсмены       | Квалификация | Квалификация | Квалификация | Квалификация | Квалификация | Финал                 | Финал                 | Финал                 | Финал                 | Финал                 | Место |
| Соревнование | Спортсмены       | 1-й заезд    | 2-й заезд    | 3-й заезд    | Всего        | Место        | 1-й заезд             | 2-й заезд             | 3-й заезд             | Всего                 | Место                 | Место |
| ------------ | ---------------- | ------------ | ------------ | ------------ | ------------ | ------------ | --------------------- | --------------------- | --------------------- | --------------------- | --------------------- | ----- |
| биг-эйр      | Екатерина Косова | 17,00        | 46,00        | 10,50        | 63,00        | 26           | Завершила выступление | Завершила выступление | Завершила выступление | Завершила выступление | Завершила выступление | 26    |

Командные соревнования
| Соревнование   | Спортсмены                    | Четвертьфинал | Четвертьфинал | Полуфинал | Полуфинал | Финал | Итоговое место |
| Соревнование   | Спортсмены                    | Заезд         | Место         | Заезд     | Место     | Место | Итоговое место |
| -------------- | ----------------------------- | ------------- | ------------- | --------- | --------- | ----- | -------------- |
| сноуборд-кросс | Даниил Донских Кристина Пауль | 3             | 1 Q           | 2         | 4         | Малый | 8              |
| сноуборд-кросс | Даниил Донских Кристина Пауль | 3             | 1 Q           | 2         | 4         | 4     | 8              |

#### Фристайл
По сравнению с прошлыми Играми в программу были внесены изменения. Были добавлены соревнования в биг-эйре среди мужчин и женщин, а также смешанные командные соревнования в акробатике. Квалификация спортсменов для участия в Олимпийских играх осуществлялась на основании специального квалификационного рейтинга FIS по состоянию на 16 января 2022 года. По итогам квалификационного отбора сборная ОКР завоевала 22 олимпийских лицензий, после подтверждения квот и их перераспределения, количество квот увеличилось на одну, до 23. 21 января 2022 года Федерация фристайла России объявила состав сборной на Олимпийские игры состоящий из 22 спортсменов. При этом сообщалось, что федерация совместно с Олимпийскийм комитетом России продолжит работу по отстаиванию интересов в части выделения дополнительных квот для российских спортсменов в связи с неучастием в квалификационных соревнованиях по причине запрета на въезд со стороны властей США и Канады.
Мужчины
Могул и акробатика
| Соревнование | Спортсмены        | Квалификация 1 | Квалификация 1 | Квалификация 2 | Квалификация 2 | Финал 1              | Финал 1              | Финал 2              | Финал 2              | Финал 3              | Финал 3              | Итоговое место |
| Соревнование | Спортсмены        | Очки           | Место          | Очки           | Место          | Очки                 | Место                | Очки                 | Место                | Очки                 | Место                | Итоговое место |
| ------------ | ----------------- | -------------- | -------------- | -------------- | -------------- | -------------------- | -------------------- | -------------------- | -------------------- | -------------------- | -------------------- | -------------- |
| акробатика   | Илья Буров        | 117,65         | 9              | 120,36         | 3 Q            | 129,50               | 1 Q                  | 114,93               | 3                    | Не проводится        | Не проводится        | 3              |
| акробатика   | Станислав Никитин | 119,47         | 7              | 86,88          | 4 Q            | 119,00               | 10                   | Завершил выступление | Завершил выступление | Завершил выступление | Завершил выступление | 10             |
| акробатика   | Максим Буров      | 95,02          | 21             | 113,28         | 10             | Завершил выступление | Завершил выступление | Завершил выступление | Завершил выступление | Завершил выступление | Завершил выступление | 16             |
| могул        | Никита Андреев    | 67,39          | 27             | 74,62          | 9 Q            | 76,95                | 8 Q                  | DNF                  | DNF                  | Завершил выступление | Завершил выступление | 12             |
| могул        | Никита Новицкий   | 74,71          | 13             | 75,65          | 6 Q            | 75,88                | 13                   | Завершил выступление | Завершил выступление | Завершил выступление | Завершил выступление | 13             |

Парк и пайп
| Соревнование | Спортсмены   | Квалификация | Квалификация | Квалификация | Финал   | Финал   | Финал   | Финал | Итоговое место |
| Соревнование | Спортсмены   | 1 заезд      | 2 заезд      | Место        | 1 заезд | 2 заезд | 3 заезд | Место | Итоговое место |
| ------------ | ------------ | ------------ | ------------ | ------------ | ------- | ------- | ------- | ----- | -------------- |
| хафпайп      | Роман Егоров |              |              |              |         |         |         |       |                |

Ски-кросс
| Соревнование | Спортсмены    | Квалификация | Квалификация | 1/8 финала | 1/8 финала | Четвертьфинал        | Четвертьфинал        | Полуфинал            | Полуфинал            | Финал                | Итоговое место |
| Соревнование | Спортсмены    | Результат    | Место        | Заезд      | Место      | Заезд                | Место                | Заезд                | Место                | Место                | Итоговое место |
| ------------ | ------------- | ------------ | ------------ | ---------- | ---------- | -------------------- | -------------------- | -------------------- | -------------------- | -------------------- | -------------- |
| ски-кросс    | Сергей Ридзик | 1:13,95      | 29           | 4          | 1 Q        | 2                    | 1 Q                  | 1                    | 2 Q                  | 3                    | 3              |
| ски-кросс    | Игорь Омелин  | 1:12,28      | 2            | 8          | 1 Q        | 4                    | 4                    | Завершил выступление | Завершил выступление | Завершил выступление | 13             |
| ски-кросс    | Кирилл Сысоев | 1:13,36      | 20           | 4          | 4          | Завершил выступление | Завершил выступление | Завершил выступление | Завершил выступление | Завершил выступление | 25             |

Женщины
Могул и акробатика
| Соревнование | Спортсмены          | Квалификация 1 | Квалификация 1 | Квалификация 2 | Квалификация 2 | Финал 1               | Финал 1               | Финал 2               | Финал 2               | Финал 3               | Финал 3               | Итоговое место |
| Соревнование | Спортсмены          | Очки           | Место          | Очки           | Место          | Очки                  | Место                 | Очки                  | Место                 | Очки                  | Место                 | Итоговое место |
| ------------ | ------------------- | -------------- | -------------- | -------------- | -------------- | --------------------- | --------------------- | --------------------- | --------------------- | --------------------- | --------------------- | -------------- |
| акробатика   | Есения Пантюхова    | 82,84          | 10             | 77,43          | 5 Q            | 78,75                 | 6                     | 58,29                 | 11                    | Не проводится         | Не проводится         | 9              |
| акробатика   | Анастасия Прыткова  | 78,43          | 14             | 77,43          | 6              | Завершила выступление | Завершила выступление | Завершила выступление | Завершила выступление | Завершила выступление | Завершила выступление | 10             |
| акробатика   | Любовь Никитина     | 63,80          | 23             | 69,30          | 11             | Завершила выступление | Завершила выступление | Завершила выступление | Завершила выступление | Завершила выступление | Завершила выступление | 15             |
| могул        | Анастасия Смирнова  | 73,01          | 8 Q            | не участвовала | не участвовала | 73,76                 | 10 Q                  | 78,64                 | 4 Q                   | 77,72                 | 3                     | 3              |
| могул        | Полина Чудинова     | 66,77          | 17             | 70,93          | 5 Q            | 70,36                 | 17                    | Завершила выступление | Завершила выступление | Завершила выступление | Завершила выступление | 17             |
| могул        | Виктория Лазаренко  | 29,65          | 25             | 65,77          | 13             | Завершила выступление | Завершила выступление | Завершила выступление | Завершила выступление | Завершила выступление | Завершила выступление | 23             |
| могул        | Анастасия Первушина | 59,97          | 22             | 63,97          | 14             | Завершила выступление | Завершила выступление | Завершила выступление | Завершила выступление | Завершила выступление | Завершила выступление | 24             |

Парк и пайп
| Соревнование | Спортсмены          | Квалификация | Квалификация | Квалификация  | Квалификация | Финал                 | Финал                 | Финал                 | Финал                 | Итоговое место |
| Соревнование | Спортсмены          | 1 заезд      | 2 заезд      | 3 заезд       | Место        | 1 заезд               | 2 заезд               | 3 заезд               | Место                 | Итоговое место |
| ------------ | ------------------- | ------------ | ------------ | ------------- | ------------ | --------------------- | --------------------- | --------------------- | --------------------- | -------------- |
| слоупстайл   | Анастасия Таталина  | 63,85        | 72,03        | Не проводится | 5 Q          | 39,38                 | 74,16                 | 75,51                 | 4                     | 4              |
| слоупстайл   | Ксения Орлова       | 45,31        | 32,20        | Не проводится | 21           | Завершила выступление | Завершила выступление | Завершила выступление | Завершила выступление | 21             |
| биг-эйр      | Анастасия Таталина  | 68,75        | 89,75        | 73,50         | 3 Q          | 75,50                 | 22,25                 | 47,00                 | 10                    | 10             |
| биг-эйр      | Ксения Орлова       | 60,00        | 54,75        | 9,25          | 19           | Завершила выступление | Завершила выступление | Завершила выступление | Завершила выступление | 19             |
| хафпайп      | Александра Глазкова | 67.00        | 69.25        | Не проводится | 14           | Завершила выступление | Завершила выступление | Завершила выступление | Завершила выступление | 14             |

Ски-кросс
| Соревнование | Спортсмены           | Квалификация | Квалификация | 1/8 финала | 1/8 финала | Четвертьфинал         | Четвертьфинал         | Полуфинал             | Полуфинал             | Финал                 | Итоговое место |
| Соревнование | Спортсмены           | Результат    | Место        | Заезд      | Место      | Заезд                 | Место                 | Заезд                 | Место                 | Место                 | Итоговое место |
| ------------ | -------------------- | ------------ | ------------ | ---------- | ---------- | --------------------- | --------------------- | --------------------- | --------------------- | --------------------- | -------------- |
| ски-кросс    | Анастасия Чирцова    | 1:21,53      | 22           | 6          | 2 Q        | 3                     | 4                     | Завершила выступление | Завершила выступление | Завершила выступление | 16             |
| ски-кросс    | Екатерина Мальцева   | 1:19,45      | 14           | 5          | 3          | Завершила выступление | Завершила выступление | Завершила выступление | Завершила выступление | Завершила выступление | 19             |
| ски-кросс    | Наталья Шерина       | 1:19,49      | 15           | 8          | 3          | Завершила выступление | Завершила выступление | Завершила выступление | Завершила выступление | Завершила выступление | 20             |
| ски-кросс    | Елизавета Понкратова | 1:19,56      | 17           | 1          | 3          | Завершила выступление | Завершила выступление | Завершила выступление | Завершила выступление | Завершила выступление | 21             |

Смешанная команда
Акробатика
| Соревнование | Спортсмены                                   | Финал 1 | Финал 1 | Финал 2               | Финал 2               | Итоговое место |
| Соревнование | Спортсмены                                   | Очки    | Место   | Очки                  | Место                 | Итоговое место |
| ------------ | -------------------------------------------- | ------- | ------- | --------------------- | --------------------- | -------------- |
| акробатика   | Любовь Никитина Илья Буров Станислав Никитин | 295,97  | 5       | Завершили выступление | Завершили выступление | 5              |

### Санный спорт
Квалификация спортсменов для участия в Олимпийских играх осуществлялась на основании рейтинга Кубка мира FIL по состоянию на 10 января 2022 года. По его результатам сборная ОКР смогла завоевать максимальное количество лицензии, по три в мужских и женских одиночках и две в двойках. 10 января главный тренер команды Сергей Чудинов объявил состав команды на Игры.
Мужчины
| Соревнование | Спортсмены                           | 1 заезд   | 1 заезд | 2 заезд   | 2 заезд | 3 заезд       | 3 заезд       | 4 заезд       | 4 заезд       | Итоговый результат | Отставание | Итоговое место |
| Соревнование | Спортсмены                           | Результат | Место   | Результат | Место   | Результат     | Место         | Результат     | Место         | Итоговый результат | Отставание | Итоговое место |
| ------------ | ------------------------------------ | --------- | ------- | --------- | ------- | ------------- | ------------- | ------------- | ------------- | ------------------ | ---------- | -------------- |
| одиночки     | Роман Репилов                        | 57,594    | 8       | 58,679    | 16      | 57,714        | 9             | 57,647        | 8             | 3:51,634           | +2,899     | 9              |
| одиночки     | Семён Павличенко                     | 57,786    | 11      | 58,115    | 10      | 57,955        | 13            | 57,793        | 11            | 3:51,649           | +2,914     | 10             |
| одиночки     | Александр Горбацевич                 | 58,139    | 16      | 58,339    | 13      | 58,080        | 14            | 58,043        | 15            | 3:52,601           | +3,866     | 14             |
| двойки       | Александр Денисьев Владислав Антонов | 59,040    | 9       | 58,953    | 6       | Не проводится | Не проводится | Не проводится | Не проводится | 1:57,993           | +1,439     | 8              |
| двойки       | Андрей Богданов Юрий Прохоров        | 59,376    | 11      | 59,132    | 11      | Не проводится | Не проводится | Не проводится | Не проводится | 1:58,508           | +1,954     | 10             |

Женщины
| Соревнование | Спортсмены          | 1 заезд   | 1 заезд | 2 заезд               | 2 заезд               | 3 заезд               | 3 заезд               | 4 заезд               | 4 заезд               | Итоговый результат    | Отставание | Итоговое место |
| Соревнование | Спортсмены          | Результат | Место   | Результат             | Место                 | Результат             | Место                 | Результат             | Место                 | Итоговый результат    | Отставание | Итоговое место |
| ------------ | ------------------- | --------- | ------- | --------------------- | --------------------- | --------------------- | --------------------- | --------------------- | --------------------- | --------------------- | ---------- | -------------- |
| одиночки     | Татьяна Иванова     | 58,733    | 5       | 58,683                | 4                     | 58,461                | 3                     | 58,630                | 5                     | 3:54,507              | +1,053     | 3              |
| одиночки     | Виктория Демченко   | 58,869    | 7       | 1:03,466              | 33                    | 58,838                | 9                     | Завершила выступление | Завершила выступление | 3:01,173              | н/д        | 28             |
| одиночки     | Екатерина Катникова | DNF       | DNF     | Завершила выступление | Завершила выступление | Завершила выступление | Завершила выступление | Завершила выступление | Завершила выступление | Завершила выступление | —          | —              |

Смешанные команды
| Соревнование | Спортсмены                                                           | Женщины   | Женщины | Мужчины   | Мужчины | Двойки    | Двойки | Итоговый результат | Отставание | Итоговое место |
| Соревнование | Спортсмены                                                           | Результат | Место   | Результат | Место   | Результат | Место  | Итоговый результат | Отставание | Итоговое место |
| ------------ | -------------------------------------------------------------------- | --------- | ------- | --------- | ------- | --------- | ------ | ------------------ | ---------- | -------------- |
| эстафета     | Татьяна Иванова Роман Репилов Александр Денисьев / Владислав Антонов | 1:00,147  | 3       | 1:01,757  | 4       | 1:02,763  | 6      | 3:04,667           | +1,261     | 4              |

### Хоккей
| Соревнование | Команда                   | Предварительный раунд | Предварительный раунд | Предварительный раунд | Предварительный раунд | Предварительный раунд | Предварительный раунд | Квалификация плей-офф | Четвертьфинал      | Полуфинал             | Финал                 | Место |
| Соревнование | Команда                   | Группа                | Соперник Результат    | Соперник Результат    | Соперник Результат    | Соперник Результат    | Место                 | Соперник Результат    | Соперник Результат | Соперник Результат    | Соперник Результат    | Место |
| ------------ | ------------------------- | --------------------- | --------------------- | --------------------- | --------------------- | --------------------- | --------------------- | --------------------- | ------------------ | --------------------- | --------------------- | ----- |
| Мужчины      | Мужская сборная по хоккею | B                     | Швейцария В 1:0       | Дания В 2:0           | Чехия П 5:6 (ОТ)      | н/д                   | 1                     | Не участвует          | Дания В 3:1        | Швеция В 2:1 (Б)      | Финляндия П 1:2       | 2     |
| Женщины      | Женская сборная по хоккею | A                     | Швейцария В 5:2       | США П 0:5             | Канада П 1:6          | Финляндия П 0:5       | 4                     | Не проводится         | Швейцария П 2:4    | Завершили выступление | Завершили выступление | 5     |

#### Мужчины
Первые 8 сборных в рейтинге IIHF после чемпионата мира 2019 года автоматически квалифицировались для участия в мужском олимпийском турнире. Сборная ОКР заняла в этом рейтинге 2-е место, в результате чего квалифицировалась в группу B олимпийского турнира. 23 января 2022 года Федерация хоккея России опубликовала состав на Игры. 26 января 2022 года стало известно, что Владимир Ткачёв заменил нападающего Артёма Анисимова, чей тест на коронавирус дал положительный результат.
Состав
Предварительный раунд
Группа B
|  | Команды, выходящие в четвертьфинал         |
|  | Команды, выходящие в квалификацию плей-офф |

| М | Сборная   | И | В | ВО | ПО | П | ШЗ | ШП | РШ | О |
| - | --------- | - | - | -- | -- | - | -- | -- | -- | - |
| 1 | ОКР       | 3 | 2 | 0  | 1  | 0 | 8  | 6  | 2  | 7 |
| 2 | Дания     | 3 | 2 | 0  | 0  | 1 | 7  | 6  | 1  | 6 |
| 3 | Чехия     | 3 | 0 | 2  | 0  | 1 | 9  | 8  | 1  | 4 |
| 4 | Швейцария | 3 | 0 | 0  | 1  | 2 | 4  | 8  | -4 | 1 |

Время местное (UTC+8).
| 9 февраля 2022 16:40 | Команда ОКР | 1 : 0 (1:0, 0:0, 0:0) | Швейцария | Государственный дворец спорта Пекина Зрителей: 934 |

| Отчёт                               | Отчёт                      | Отчёт   | Отчёт                    | Отчёт                                                                            |
| ----------------------------------- | -------------------------- | ------- | ------------------------ | -------------------------------------------------------------------------------- |
|                                     |                            |         |                          |                                                                                  |
|                                     | Иван Федотов — 00:00-60:00 | Вратари | 00:00-59:27 — Рето Берра | Судьи: Андре Шрадер Максим Сидоренко Линейные судьи: Брайан Оливер Иржи Ондрачек |
|                                     | Голы:                      |         |                          | Судьи: Андре Шрадер Максим Сидоренко Линейные судьи: Брайан Оливер Иржи Ондрачек |
| Антон Слепышев — 19:57 (К. Семёнов) | 1 : 0                      |         |                          | Судьи: Андре Шрадер Максим Сидоренко Линейные судьи: Брайан Оливер Иржи Ондрачек |
|                                     |                            |         |                          | Судьи: Андре Шрадер Максим Сидоренко Линейные судьи: Брайан Оливер Иржи Ондрачек |
|                                     |                            |         |                          | Судьи: Андре Шрадер Максим Сидоренко Линейные судьи: Брайан Оливер Иржи Ондрачек |
|                                     |                            |         |                          | Судьи: Андре Шрадер Максим Сидоренко Линейные судьи: Брайан Оливер Иржи Ондрачек |
| 12 мин                              | Штраф                      | 10 мин  |                          | Судьи: Андре Шрадер Максим Сидоренко Линейные судьи: Брайан Оливер Иржи Ондрачек |
|                                     |                            |         |                          |                                                                                  |
|                                     | 30                         | Броски  | 33                       |                                                                                  |

| 11 февраля 2022 12:10 | Дания | 0 : 2 (0:0, 0:1, 0:1) | Команда ОКР | Государственный дворец спорта Пекина Зрителей: 907 |

| Отчёт  | Отчёт                        | Отчёт                                                                            | Отчёт                      | Отчёт                                                                               |
| ------ | ---------------------------- | -------------------------------------------------------------------------------- | -------------------------- | ----------------------------------------------------------------------------------- |
|        |                              |                                                                                  |                            |                                                                                     |
|        | Фредерик Дихов — 00:00-58:08 | Вратари                                                                          | 00:00-60:00 — Иван Федотов | Судьи: Майкл Кэмпбелл Мартин Франо Линейные судьи: Уильям Хэнкок Андреас Мальмквист |
|        | Голы:                        |                                                                                  |                            | Судьи: Майкл Кэмпбелл Мартин Франо Линейные судьи: Уильям Хэнкок Андреас Мальмквист |
|        | 0 : 1 0 : 2                  | 28:18 — Павел Карнаухов (А. Слепышев, Д. Воронков) 59:54 — Кирилл Семёнов (п.в.) |                            | Судьи: Майкл Кэмпбелл Мартин Франо Линейные судьи: Уильям Хэнкок Андреас Мальмквист |
|        |                              |                                                                                  |                            | Судьи: Майкл Кэмпбелл Мартин Франо Линейные судьи: Уильям Хэнкок Андреас Мальмквист |
|        |                              |                                                                                  |                            | Судьи: Майкл Кэмпбелл Мартин Франо Линейные судьи: Уильям Хэнкок Андреас Мальмквист |
|        |                              |                                                                                  |                            | Судьи: Майкл Кэмпбелл Мартин Франо Линейные судьи: Уильям Хэнкок Андреас Мальмквист |
| 10 мин | Штраф                        | 2 мин                                                                            |                            | Судьи: Майкл Кэмпбелл Мартин Франо Линейные судьи: Уильям Хэнкок Андреас Мальмквист |
|        |                              |                                                                                  |                            |                                                                                     |
|        | 16                           | Броски                                                                           | 33                         |                                                                                     |

| 12 февраля 2022 21:10 | Команда ОКР | 5 : 6 (ОТ) (1:1, 1:2, 3:2, 0:1) | Чехия | Государственный дворец спорта Пекина Зрителей: 921 |

| Отчёт | Отчёт                                                         | Отчёт | Отчёт                      | Отчёт                                                                                |
| --- | ------------------------------------------------------------- | --- | -------------------------- | ------------------------------------------------------------------------------------ |
| |                                                               | |                            |                                                                                      |
| | Иван Федотов — 00:00-64:29                                    | Вратари | 00:00-64:29 — Шимон Грубец | Судьи: Микко Каукокари Микаэль Норд Линейные судьи: Лудвиг Лундгрен Лаури Никулайнен |
| | Голы:                                                         | |                            | Судьи: Микко Каукокари Микаэль Норд Линейные судьи: Лудвиг Лундгрен Лаури Никулайнен |
| Владимир Ткачёв — 04:51 (Н. Гусев, Н. Нестеров) Никита Нестеров (бол.) — 32:19 (Н. Гусев, С. Плотников) Кирилл Семёнов — 43:50 (С. Плотников, С. Андронов) Арсений Грицюк — 46:43 (Н. Гусев, В. Ткачёв) Андрей Чибисов — 48:22 (В. Войнов, В. Шипачёв) | 1 : 0 1 : 1 2 : 1 2 : 2 : 3 2 : 4 3 : 4 4 : 4 5 : 4 5 : 5 : 6 | 12:37 — Томаш Кундратек (бол.) (Р. Червенка, М. Странски) 38:41 — Давид Крейчи (бол.) (Р. Червенка, Т. Кундратек) 39:16 — Михаэль Шпачек (бол.) (Л. Шулак, В. Соботка) 43:14 — Лукаш Клок (Т. Зогорна, Г. Зогорна) 48:57 — Томаш Гика (Л. Седлак, Д. Крейчи) 64:29 — Либор Шулак (бол.) (Д. Крейчи) |                            | Судьи: Микко Каукокари Микаэль Норд Линейные судьи: Лудвиг Лундгрен Лаури Никулайнен |
| |                                                               | |                            | Судьи: Микко Каукокари Микаэль Норд Линейные судьи: Лудвиг Лундгрен Лаури Никулайнен |
| |                                                               | |                            | Судьи: Микко Каукокари Микаэль Норд Линейные судьи: Лудвиг Лундгрен Лаури Никулайнен |
| |                                                               | |                            | Судьи: Микко Каукокари Микаэль Норд Линейные судьи: Лудвиг Лундгрен Лаури Никулайнен |
| 33 мин | Штраф                                                         | 10 мин |                            | Судьи: Микко Каукокари Микаэль Норд Линейные судьи: Лудвиг Лундгрен Лаури Никулайнен |
| |                                                               | |                            |                                                                                      |
| | 29                                                            | Броски | 41                         |                                                                                      |

Четвертьфинал
| 16 февраля 2022 14:00 | Команда ОКР | 3 : 1 (1:0, 1:1, 1:0) | Дания | Укэсон-арена Зрителей: 727 |

| Отчёт | Отчёт                      | Отчёт                                                      | Отчёт                                   | Отчёт                                                                               |
| --- | -------------------------- | ---------------------------------------------------------- | --------------------------------------- | ----------------------------------------------------------------------------------- |
| |                            |                                                            |                                         |                                                                                     |
| | Иван Федотов — 00:00-60:00 | Вратари                                                    | 00:00-58:05 — Себастьян Дам 59:13-59:18 | Судьи: Майкл Кэмпбелл Мартин Франо Линейные судьи: Андреас Мальмквист Иржи Ондрачек |
| | Голы:                      |                                                            |                                         | Судьи: Майкл Кэмпбелл Мартин Франо Линейные судьи: Андреас Мальмквист Иржи Ондрачек |
| Вадим Шипачёв — 13:01 (Н. Гусев, Е. Яковлев) Никита Нестеров — 34:36 (Н. Гусев, А. Грицюк) Вячеслав Войнов (бол.) — 55:45 (В. Шипачёв, А. Грицюк) | 1 : 0 1 : 1 2 : 1 3 : 1    | 22:57 — Франс Нильсен (бол.) (М. Бау Хансен, М. Лауридсен) |                                         | Судьи: Майкл Кэмпбелл Мартин Франо Линейные судьи: Андреас Мальмквист Иржи Ондрачек |
| |                            |                                                            |                                         | Судьи: Майкл Кэмпбелл Мартин Франо Линейные судьи: Андреас Мальмквист Иржи Ондрачек |
| |                            |                                                            |                                         | Судьи: Майкл Кэмпбелл Мартин Франо Линейные судьи: Андреас Мальмквист Иржи Ондрачек |
| |                            |                                                            |                                         | Судьи: Майкл Кэмпбелл Мартин Франо Линейные судьи: Андреас Мальмквист Иржи Ондрачек |
| 4 мин | Штраф                      | 6 мин                                                      |                                         | Судьи: Майкл Кэмпбелл Мартин Франо Линейные судьи: Андреас Мальмквист Иржи Ондрачек |
| |                            |                                                            |                                         |                                                                                     |
| | 40                         | Броски                                                     | 18                                      |                                                                                     |

Полуфинал
| 18 февраля 2022 21:10 | Команда ОКР | 2 : 1 (Б) (0:0, 1:0, 0:1, 0:0, 1:0) | Швеция | Государственный дворец спорта Пекина Зрителей: 1 161 |

| Отчёт                                                                                | Отчёт                      | Отчёт                                         | Отчёт                       | Отчёт                                                                          |
| ------------------------------------------------------------------------------------ | -------------------------- | --------------------------------------------- | --------------------------- | ------------------------------------------------------------------------------ |
|                                                                                      |                            |                                               |                             |                                                                                |
|                                                                                      | Иван Федотов — 00:00-70:00 | Вратари                                       | 00:00-70:00 — Ларс Юханссон | Судьи: Эндрю Брюггеман Оливер Гуэн Линейные судьи: Даниэль Гынек Иржи Ондрачек |
|                                                                                      | Голы:                      |                                               |                             | Судьи: Эндрю Брюггеман Оливер Гуэн Линейные судьи: Даниэль Гынек Иржи Ондрачек |
| Антон Слепышев — 20:15 (П. Карнаухов, Е. Яковлев) Арсений Грицюк (поб. бул.) — 70:00 | 1 : 0 1 : 1 2 : 1          | 46:22 — Антон Ландер (Х. Тёммернес, Ю. Пудас) |                             | Судьи: Эндрю Брюггеман Оливер Гуэн Линейные судьи: Даниэль Гынек Иржи Ондрачек |
|                                                                                      |                            |                                               |                             | Судьи: Эндрю Брюггеман Оливер Гуэн Линейные судьи: Даниэль Гынек Иржи Ондрачек |
|                                                                                      |                            |                                               |                             | Судьи: Эндрю Брюггеман Оливер Гуэн Линейные судьи: Даниэль Гынек Иржи Ондрачек |
|                                                                                      |                            |                                               |                             | Судьи: Эндрю Брюггеман Оливер Гуэн Линейные судьи: Даниэль Гынек Иржи Ондрачек |
| 4 мин                                                                                | Штраф                      | 4 мин                                         |                             | Судьи: Эндрю Брюггеман Оливер Гуэн Линейные судьи: Даниэль Гынек Иржи Ондрачек |
|                                                                                      |                            |                                               |                             |                                                                                |
|                                                                                      | 40                         | Броски                                        | 35                          |                                                                                |

Финал
| 20 февраля 2022 12:10 | Финляндия | 2 : 1 (0:1, 1:0, 1:0) | Команда ОКР | Государственный дворец спорта Пекина Зрителей: 1 288 |

| Отчёт                                                                                            | Отчёт                      | Отчёт                                                   | Отчёт                      | Отчёт                                                                             |
| ------------------------------------------------------------------------------------------------ | -------------------------- | ------------------------------------------------------- | -------------------------- | --------------------------------------------------------------------------------- |
|                                                                                                  |                            |                                                         |                            |                                                                                   |
|                                                                                                  | Харри Сятери — 00:00-60:00 | Вратари                                                 | 00:00-59:05 — Иван Федотов | Судьи: Тобиас Бьорк Эндрю Брюггеман Линейные судьи: Уильям Хэнкок Дастин Маккранк |
|                                                                                                  | Голы:                      |                                                         |                            | Судьи: Тобиас Бьорк Эндрю Брюггеман Линейные судьи: Уильям Хэнкок Дастин Маккранк |
| Вилле Покка — 23:28 (Х. Бьорнинен, А. Охтамаа) Ханнес Бьорнинен — 40:31 (М. Анттила, А. Охтамаа) | 0 : 1 : 1 2 : 1            | 7:17 — Михаил Григоренко (бол.) (Н. Нестеров, Н. Гусев) |                            | Судьи: Тобиас Бьорк Эндрю Брюггеман Линейные судьи: Уильям Хэнкок Дастин Маккранк |
|                                                                                                  |                            |                                                         |                            | Судьи: Тобиас Бьорк Эндрю Брюггеман Линейные судьи: Уильям Хэнкок Дастин Маккранк |
|                                                                                                  |                            |                                                         |                            | Судьи: Тобиас Бьорк Эндрю Брюггеман Линейные судьи: Уильям Хэнкок Дастин Маккранк |
|                                                                                                  |                            |                                                         |                            | Судьи: Тобиас Бьорк Эндрю Брюггеман Линейные судьи: Уильям Хэнкок Дастин Маккранк |
| 2 мин                                                                                            | Штраф                      | 6 мин                                                   |                            | Судьи: Тобиас Бьорк Эндрю Брюггеман Линейные судьи: Уильям Хэнкок Дастин Маккранк |
|                                                                                                  |                            |                                                         |                            |                                                                                   |
|                                                                                                  | 31                         | Броски                                                  | 17                         |                                                                                   |

#### Женщины
Состав
Предварительный раунд
Группа A
| Поз | Команда     | И | В | В(ОТ) | П(ОТ) | П | МЗ | МП | РМ  | О  | Квалификация  |
| --- | ----------- | - | - | ----- | ----- | - | -- | -- | --- | -- | ------------- |
| 1   | Канада      | 4 | 4 | 0     | 0     | 0 | 33 | 5  | +28 | 12 | Четвертьфинал |
| 2   | США         | 4 | 3 | 0     | 0     | 1 | 20 | 6  | +14 | 9  | Четвертьфинал |
| 3   | Финляндия   | 4 | 1 | 0     | 0     | 3 | 10 | 19 | −9  | 3  | Четвертьфинал |
| 4   | Команда ОКР | 4 | 1 | 0     | 0     | 3 | 6  | 18 | −12 | 3  | Четвертьфинал |
| 5   | Швейцария   | 4 | 1 | 0     | 0     | 3 | 6  | 27 | −21 | 3  | Четвертьфинал |

Время местное (UTC+8).
| 4 февраля 2022 12:10 (7:10 MSK (UTC+3)) | Команда ОКР | 5 : 2 (2:1, 2:1, 1:0) | Швейцария | Государственный дворец спорта Пекина, Пекин Зрителей: 335 |

| Отчёт | Отчёт                       | Отчёт                                                                                        | Отчёт          | Отчёт                                |
| --- | --------------------------- | -------------------------------------------------------------------------------------------- | -------------- | ------------------------------------ |
| |                             |                                                                                              |                |                                      |
| | Мария Сорокина              | Вратари                                                                                      | Андреа Брандли | Судьи: Элизабет Манта Сианна Лифферс |
| | Голы:                       |                                                                                              |                | Судьи: Элизабет Манта Сианна Лифферс |
| Екатерина Добродеева — 5:54 (А. Вафина, В. Павлова) Полина Болгарева — 17:29 (Ф. Кадирова) Анна Шибанова — 30:30 (М. Печникова, О.Братищева) Полина Болгарева — 37:07 (Ф. Кадирова) Полина Болгарева — 41:39 (А. Вафина) (мен.) | 1:0 1:1 2:1 2:2 3:2 4:2 5:2 | 17:16 — Лара Штальдер (Л. Кристен, А. Мюллер) (бол.) 26:57 — Алина Мюллер (Н. Рихнер) (мен.) |                | Судьи: Элизабет Манта Сианна Лифферс |
| |                             |                                                                                              |                | Судьи: Элизабет Манта Сианна Лифферс |
| |                             |                                                                                              |                | Судьи: Элизабет Манта Сианна Лифферс |
| |                             |                                                                                              |                | Судьи: Элизабет Манта Сианна Лифферс |
| 10 мин | Штраф                       | 6 мин                                                                                        |                | Судьи: Элизабет Манта Сианна Лифферс |
| |                             |                                                                                              |                |                                      |
| | 31                          | Броски                                                                                       | 30             |                                      |

| 5 февраля 2022 21:10 (16:10 MSK (UTC+3)) | США | 5 : 0 (1:0, 1:0, 3:0) | Команда ОКР | Леспортс-центр, Пекин Зрителей: 581 |

| Отчёт | Отчёт               | Отчёт   | Отчёт                                                    | Отчёт                                                                       |
| --- | ------------------- | ------- | -------------------------------------------------------- | --------------------------------------------------------------------------- |
| |                     |         |                                                          |                                                                             |
| | Николь Хэнсли       | Вратари | 00:00-48:44 — Мария Сорокина 48:44-60:00 — Дарья Гредзен | Судьи: Тияна Хаак Анниина Нурми Линейные судьи: Анна Хаммар Йенни Хейккинен |
| | Голы:               |         |                                                          | Судьи: Тияна Хаак Анниина Нурми Линейные судьи: Анна Хаммар Йенни Хейккинен |
| Саванна Хэрмон — 12:29 (Х. Найт, Х. Брандт) (бол.) Хилари Найт — 28:51 (С. Хэрмон, К. Койн-Скофилд) Грейс Замвинкл — 43:57 (Д. Камаранези, М. Бозек) Джесси Комфер — 46:15 (Э. Мёрфи, Х. Скамурра) Алекс Карпентер — 48:44 (А. Кессел, С. Хэрмон) | 1:0 2:0 3:0 4:0 5:0 |         |                                                          | Судьи: Тияна Хаак Анниина Нурми Линейные судьи: Анна Хаммар Йенни Хейккинен |
| |                     |         |                                                          | Судьи: Тияна Хаак Анниина Нурми Линейные судьи: Анна Хаммар Йенни Хейккинен |
| |                     |         |                                                          | Судьи: Тияна Хаак Анниина Нурми Линейные судьи: Анна Хаммар Йенни Хейккинен |
| |                     |         |                                                          | Судьи: Тияна Хаак Анниина Нурми Линейные судьи: Анна Хаммар Йенни Хейккинен |
| 6 мин | Штраф               | 14 мин  |                                                          | Судьи: Тияна Хаак Анниина Нурми Линейные судьи: Анна Хаммар Йенни Хейккинен |
| |                     |         |                                                          |                                                                             |
| | 62                  | Броски  | 12                                                       |                                                                             |

| 7 февраля 2022 12:10 (7:10 MSK (UTC+3)) | Команда ОКР | 1 : 6 (0:2, 1:2, 0:2) | Канада | Леспортс-центр, Пекин Зрителей: 545 |

| Отчёт                           | Отчёт                                                    | Отчёт | Отчёт            | Отчёт                                                                          |
| ------------------------------- | -------------------------------------------------------- | --- | ---------------- | ------------------------------------------------------------------------------ |
|                                 |                                                          | |                  |                                                                                |
|                                 | Дарья Гредзен — 00:00-31:06 Мария Сорокина — 31:06-60:00 | Вратари | Эмеранс Машмейер | Судьи: Дарья Ермак Челси Рэпин Линейные судьи: Вероника Ловенсно Линнеа Саинио |
|                                 | Голы:                                                    | |                  | Судьи: Дарья Ермак Челси Рэпин Линейные судьи: Вероника Ловенсно Линнеа Саинио |
| Анна Шохина — 37:21 (А. Вафина) | 0:1 0:2 0:3 0:4 1:4 1:5 1:6                              | 02:09 — Сара Нёрс 02:29 — Сара Филье (Р. Фэст, Д. Л. Рэттрей) 27:45 — Джейми Ли Рэттрей (бол.) (Н. Спунер, С. Нёрс) 30:29 — Эрин Амброз (Р. Джонстон, Л. Стейси) 40:39 — Ребекка Джонстон (бол.) (Б. Дженнер,М.-Ф. Пулен) 45:50 — Мари-Филип Пулен (бол.) (Б. Дженнер, Э. Амброз) |                  | Судьи: Дарья Ермак Челси Рэпин Линейные судьи: Вероника Ловенсно Линнеа Саинио |
|                                 |                                                          | |                  | Судьи: Дарья Ермак Челси Рэпин Линейные судьи: Вероника Ловенсно Линнеа Саинио |
|                                 |                                                          | |                  | Судьи: Дарья Ермак Челси Рэпин Линейные судьи: Вероника Ловенсно Линнеа Саинио |
|                                 |                                                          | |                  | Судьи: Дарья Ермак Челси Рэпин Линейные судьи: Вероника Ловенсно Линнеа Саинио |
| 14 мин                          | Штраф                                                    | 6 мин |                  | Судьи: Дарья Ермак Челси Рэпин Линейные судьи: Вероника Ловенсно Линнеа Саинио |
|                                 |                                                          | |                  |                                                                                |
|                                 | 12                                                       | Броски | 49               |                                                                                |

| 8 февраля 2022 21:10 (16:10 MSK (UTC+3)) | Финляндия | 5 : 0 (2:0, 3:0, 0:0) | Команда ОКР | Государственный дворец спорта Пекина, Пекин Зрителей: 797 |

| Отчёт | Отчёт               | Отчёт   | Отчёт                                                        | Отчёт                                                                |
| --- | ------------------- | ------- | ------------------------------------------------------------ | -------------------------------------------------------------------- |
| |                     |         |                                                              |                                                                      |
| | Анни Кейсала        | Вратари | 00:00-30:37 — Мария Сорокина 30:37-60:00 — Валерия Меркушева | Судьи: Келли Кук Анна Виганд Линейные судьи: Алекс Кларк Сара Стронг |
| | Голы:               |         |                                                              | Судьи: Келли Кук Анна Виганд Линейные судьи: Алекс Кларк Сара Стронг |
| Санни Рантала — 09:06 (Т. Нисканен) Мишель Карвинен (бол.) — 18:18 (П. Ниеминен) Йенниина Нилунд — 27:09 (С. Ванханен, С. Рантала) Миннамари Туоминен (бол.) — 30:37 (Н. Латинен) Сусанна Тапани (бол.) — 31:06 (Й. Хиирикоски, Н. Тулус) | 1:0 2:0 3:0 4:0 5:0 |         |                                                              | Судьи: Келли Кук Анна Виганд Линейные судьи: Алекс Кларк Сара Стронг |
| |                     |         |                                                              | Судьи: Келли Кук Анна Виганд Линейные судьи: Алекс Кларк Сара Стронг |
| |                     |         |                                                              | Судьи: Келли Кук Анна Виганд Линейные судьи: Алекс Кларк Сара Стронг |
| |                     |         |                                                              | Судьи: Келли Кук Анна Виганд Линейные судьи: Алекс Кларк Сара Стронг |
| 6 мин | Штраф               | 12 мин  |                                                              | Судьи: Келли Кук Анна Виганд Линейные судьи: Алекс Кларк Сара Стронг |
| |                     |         |                                                              |                                                                      |
| | 30                  | Броски  | 19                                                           |                                                                      |

Четвертьфинал
| 12 февраля 2022 12:10 (7:10 MSK (UTC+3)) | Команда ОКР | 2 : 4 (0:0, 1:1, 1:3) | Швейцария | Леспортс-центр, Пекин Зрителей: 670 |

| Отчёт                                                                                                | Отчёт                                                           | Отчёт | Отчёт                        | Отчёт                                                                    |
| --- | --------------------------------------------------------------- | --- | ---------------------------- | ------------------------------------------------------------------------ |
| |                                                                 | |                              |                                                                          |
| | Валерия Меркушева — 00:00-59:24 Валерия Меркушева — 59:58-60:00 | Вратари | 00:00-60:00 — Андреа Брандли | Судьи: Келли Кук Челси Рэпин Линейные судьи: Йенни Хейккинен Сара Стронг |
| | Голы:                                                           | |                              | Судьи: Келли Кук Челси Рэпин Линейные судьи: Йенни Хейккинен Сара Стронг |
| Анна Савонина — 37:38 (А. Шохина, В. Коржакова) Фануза Кадирова — 56:53 (П. Лучникова, Е. Проворова) | 0:1 :1 1:2 :2 2:3 2:4                                           | 34:31 — Фёбе Стенц (А. Мюллер, Л. Штальдер) 47:31 — Доминик Рюэгг (К. Мои, Н. Валларио) 57:23 — Алина Мюллер (Л. Штальдер) 59:58 — Алина Мюллер (п.в.) |                              | Судьи: Келли Кук Челси Рэпин Линейные судьи: Йенни Хейккинен Сара Стронг |
| |                                                                 | |                              | Судьи: Келли Кук Челси Рэпин Линейные судьи: Йенни Хейккинен Сара Стронг |
| |                                                                 | |                              | Судьи: Келли Кук Челси Рэпин Линейные судьи: Йенни Хейккинен Сара Стронг |
| |                                                                 | |                              | Судьи: Келли Кук Челси Рэпин Линейные судьи: Йенни Хейккинен Сара Стронг |
| 4 мин                                                                                                | Штраф                                                           | 6 мин |                              | Судьи: Келли Кук Челси Рэпин Линейные судьи: Йенни Хейккинен Сара Стронг |
| |                                                                 | |                              |                                                                          |
| | 24                                                              | Броски | 36                           |                                                                          |

Итог: по результатам женского хоккейного турнира сборная Олимпийского комитета России заняла 5-е место. Tournament Progress Архивная копия от 14 февраля 2022 на Wayback Machine